# はたらく魔王さま!

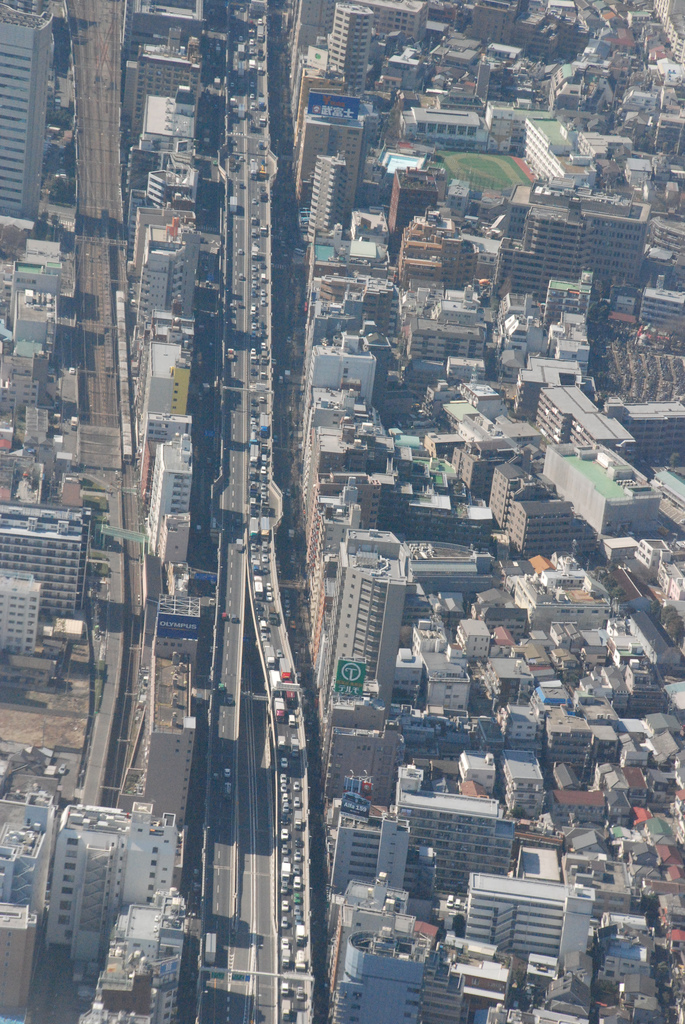
作品の主な舞台となる東京都渋谷区笹塚（奥）、幡ヶ谷（手前）周辺

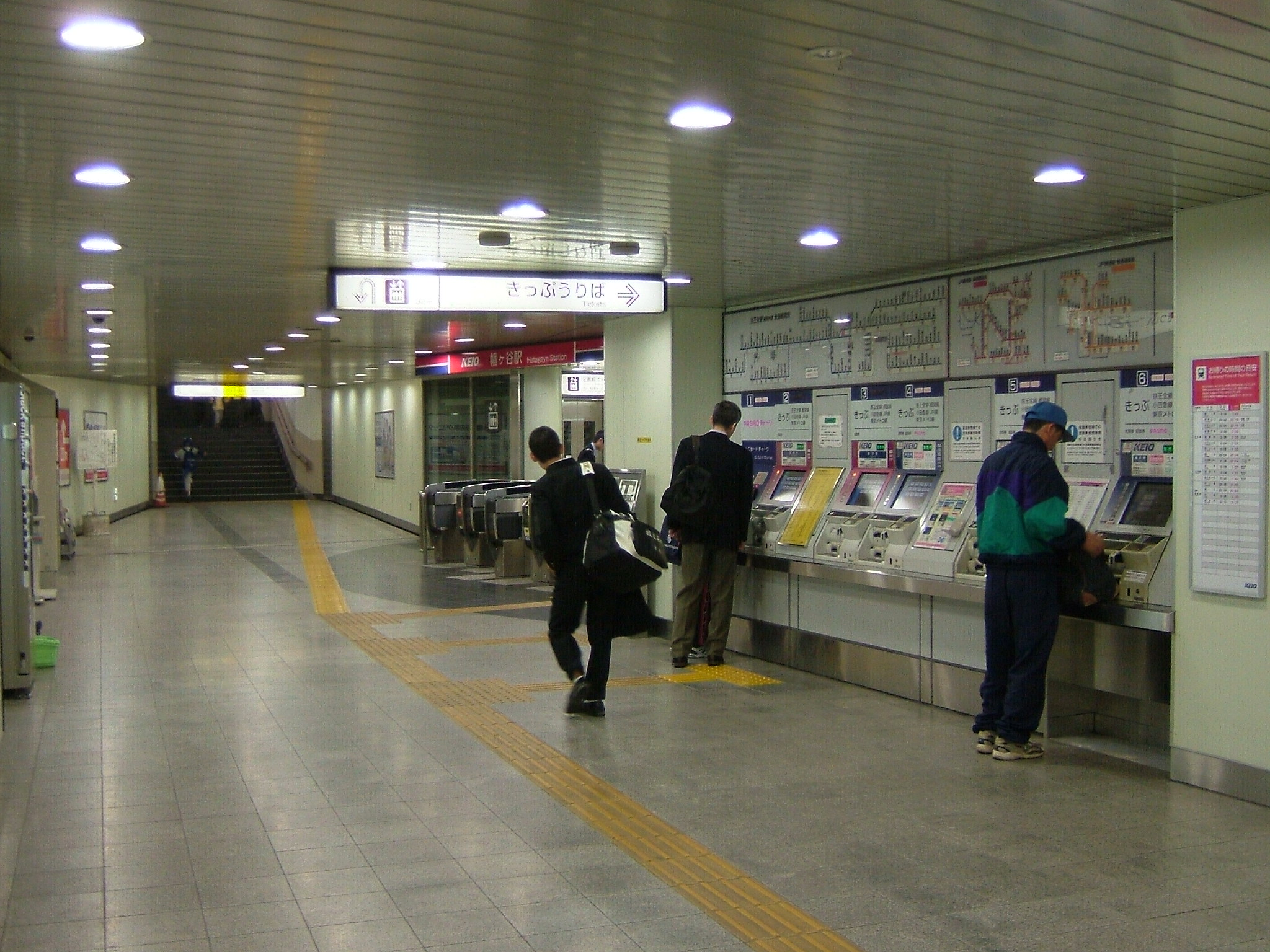
作品の舞台となる京王新線幡ヶ谷駅。手前の地下通路よりマクドナルド幡ヶ谷ゴールデンセンター店に直結しており、地上出口横にはアニメ版のモデルとなったモスバーガー幡ヶ谷駅前店（閉店）が所在した

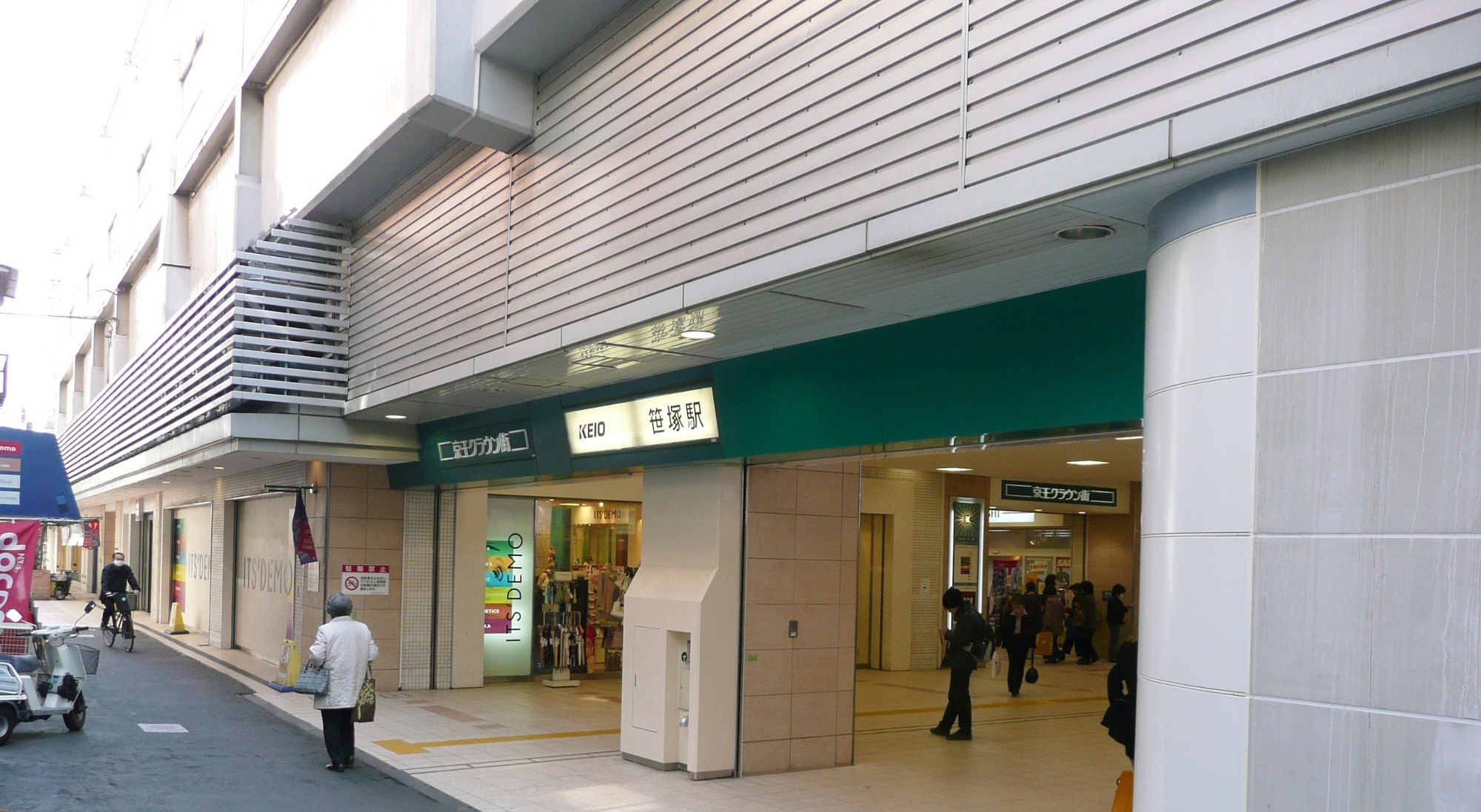
作品の舞台となる京王線・京王新線笹塚駅

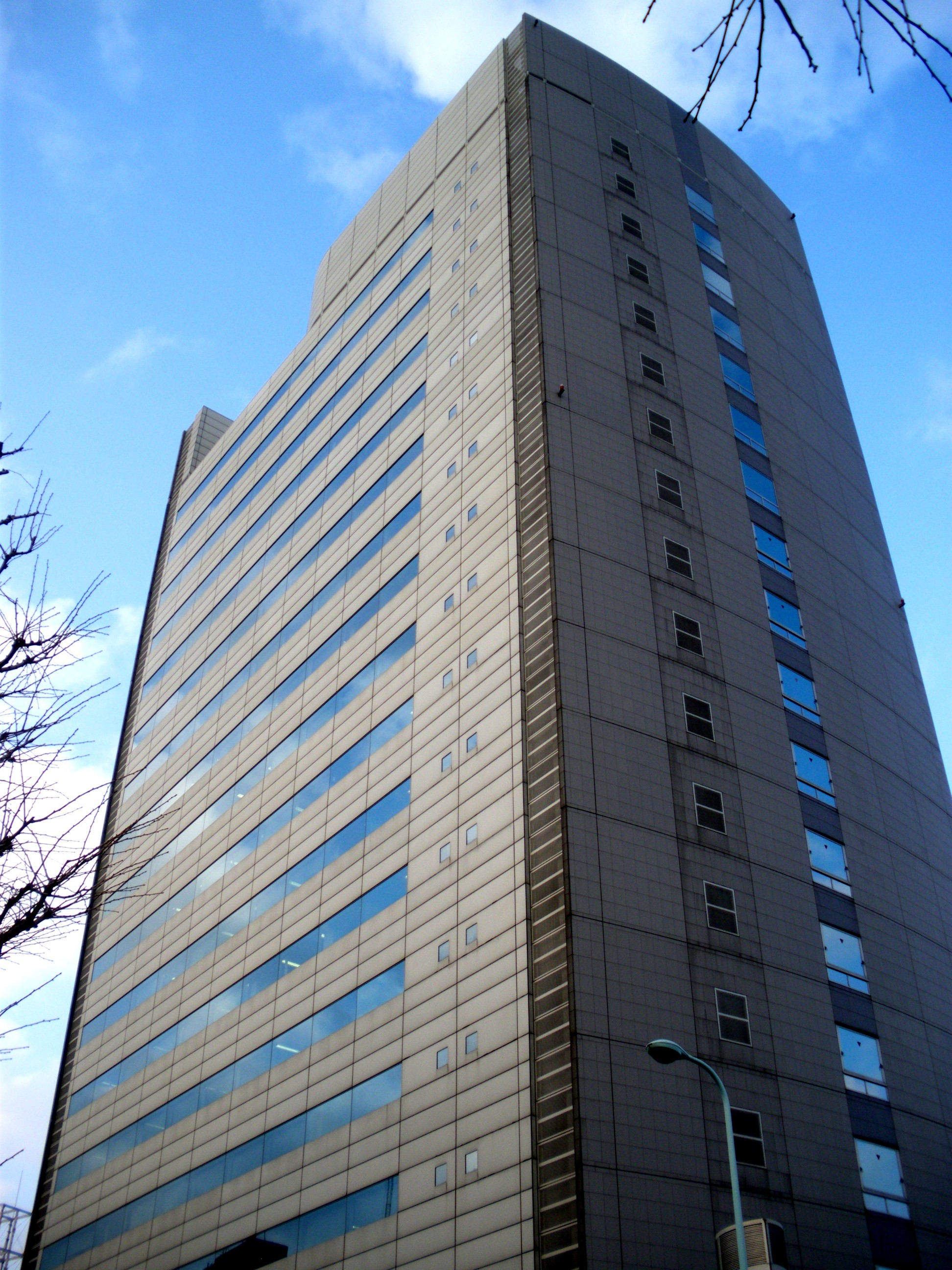
作品の舞台となる笹塚NAビル（現：Daiwa笹塚タワー）。漫画版やアニメ版では、真奥と遊佐が初めて出会ったシーンなどで笹塚1丁目東交差点に隣接する笹塚NAビル別館が頻繁に登場する

『はたらく魔王さま！』（はたらくまおうさま）は、和ヶ原聡司による日本のライトノベルおよびそれを原作としたメディアミックス作品。イラストは029が担当している。第17回電撃小説大賞銀賞を受賞（受賞時のタイトルは「魔王城は六畳一間!」）。電撃文庫（アスキー・メディアワークス→KADOKAWA）より現在の題で2011年2月から2020年8月まで刊行された。『このライトノベルがすごい！』作品部門では2014年版で6位を獲得している。2021年3月時点でシリーズ累計発行部数は350万部を突破している。
異世界転移作品の一つ。異世界ものは現実世界からファンタジーのような世界に行くパターンが多いが、本作の場合はそれとは逆にファンタジーのような世界から現実世界に行く物語となっている。

## あらすじ
大海イグノラに浮かぶ聖十字大陸、エンテ・イスラ。闇の生き物たち、通称悪魔の王道楽土を建設するべく、魔王サタンは4人の悪魔大元帥を従えて人間世界に侵攻していく。世界征服まであと一歩というところまで迫っていた魔王軍だったが、そこに聖剣を手にしたひとりの女勇者が現れた。名前はエミリア。破竹の勢いのごとく魔王軍を制圧してゆく勇者一行についに追い詰められた魔王は、腹心の悪魔大元帥アルシエルと共に異世界へのゲートで撤退を余儀なくされる。あてのないゲート漂流の果てに行き着いた異世界で2人の悪魔が目にしたのは、人間になった己の姿と現代日本・東京の摩天楼だった。
魔力の存在しない日本では力を取り戻せず、東京の笹塚にある六畳一間風呂無しのアパート「ヴィラ・ローザ笹塚」201号室を当面の住居「魔王城」としたサタンとアルシエル。2人はそれぞれ「真奥貞夫」と「芦屋四郎」へと名を変え、真奥は日本征服のための足がかりとしてファーストフード店でフリーターから正社員の座を目指してのアルバイトに励み、芦屋は魔王城で主夫業や魔力回復のための情報収集に励んだ。
一方、サタンたちを追って同じくゲートに飛び込んだエミリアも、天界の力「聖法気」が存在しない日本では力を回復する手段が見つからず、永福町にある八畳二間のマンションの一室を当面の住居として彼らと同様に「遊佐恵美」へと名を変え、携帯電話会社の契約社員として電話応対に励みながら真奥たちを監視し続ける。
さらには真奥へ想いを寄せるアルバイト先の後輩「佐々木千穂」のほか、遅れて日本へやってきた悪魔大元帥ルシフェルこと「漆原半蔵」や、エンテ・イスラの高位聖職者クレスティア・ベルこと「鎌月鈴乃」、そして魔王どころか勇者である恵美すら抹殺しようと目論む面々が現れるなど、物語は2つの世界を股にかけた展開を成していく。

## 登場人物
声は『電撃文庫MAGAZINE』Vol.18付録ドラマCD / テレビアニメの声優。声優名1人の場合はテレビアニメのみであることを示す。
名前が併記されている人物は、地球での名前 / エンテ・イスラでの名前（本名）の順。

### 主要人物
真奥 貞夫（まおう さだお） / サタン・ジャコブ
声 - 松本忍 / 逢坂良太、小市眞琴（少年時代）
本作の主人公。魔界を統べる魔王。
エンテ・イスラにて、勇者エミリアとの戦いに敗れたのちに地球の日本へ漂着し、人間の姿となってしまう。苦難の末、東京渋谷区笹塚にある築60年のボロアパート「ヴィラ・ローザ笹塚」201号室を仮の魔王城と定め、腹心アルシエルこと芦屋と同居し（後に漆原も加わる）、魔王軍再興を心に誓う。新しい「世界征服」の第一歩としてまずは日本で正社員の地位を得るべく、マグロナルド幡ヶ谷駅前店のアルバイト店員となり、前向きに仕事に励んでいる。日本で生活しているうちに地球の産業と、魔界にはない「貨幣の価値観」に興味を抱いたことで、それらを完全に習得し魔界に「新たな風」を呼んで発展させ、万人が笑顔でいられる魔界を作るという目的が出来たため、それまで魔界には戻らないことを決意する。
性格は基本楽観的であるが、様々な過去を乗り越えてきた経験から度量が大きく、非常に仲間想いな面を持つ。公明正大で順法精神旺盛なその生き様には、恵美や鈴乃をして「魔王らしくない」と思わせるほど。倹約生活を余儀なくされているため、所持品の大半は必要最低限の機能のみになっている。ジャンクフードなどの味付けの濃いものが好み。たまに芦屋の目を盗み映画を見に行くのが趣味。
魔界の弱小種族「黒羊族」に生まれ、両親を含めた自身の種族は他の悪魔に襲撃され全滅。大怪我を負い瀕死の所を天使ライラに助けられ、文字やこの世界の成り立ちなど、色々なことを教わった。成長した後は持ち前の器量でカミーオやアルシエルといった優秀なブレーンを仲間に引き込み魔界の統一に成功。その後、魔界のインフラ整備による悪魔の絶対数の上昇、その結果もたらされた魔力資源の急激な枯渇に対応するべく、エンテ・イスラ攻略に乗り出す。中央大陸攻略後は人間社会のあり方を研究しており、四方大陸制覇に関しては腹心たちに一任したため、一部で過剰な破壊・略奪行為を許してしまう結果となった。普段は表に出さないが、自身の選んだ選択により人間たちとの間に修復できない溝を作り、さらには自分を信じて付いて来た大勢の民の命を散らせてしまったことに対して後悔の念を抱き続けており、鈴乃への告解で心境を吐露した。
エンテ・イスラでは支配地域の言語を全て魔力を使わずに会得した他、地球では日本語以外に英語も堪能。他人の陰謀や悪意に敏感で、洞察力や観察力も鋭く、地球での生活に適応してしまう適応能力など総じて頭は良く、わずか1か月でマグロナルドA級クルー時間帯責任者に昇進。作中で何度か窮地に陥ってもその機転の良さで回避している。しかしその反面善意や好意といった感情については無頓着であり、自身に好意を持つ千穂の気持ちを汲み取れずにデリカシーの無い発言や態度で怒らせてしまう場面がある。
普段はどこにでもいる一般人の姿をしているが、魔力を取り戻すと身長約3メートル、筋骨隆々の巨躯と獣の下肢、背中に翼が生え、見た者を怯ませる迫力を持った魔王然たる姿となり絶大な力を振るう。戦闘面では様々な魔術を行使し、聖剣を持つエミリアや上位天使達とほぼ互角に渡り合っている。またその魔力の行使は戦闘だけでなく、建物の創造や他者の精神に干渉する催眠魔術、空間を転移する転移魔術や空間そのものを封鎖する魔力結界、さらに戦闘などによって破壊された場所の修復などその力の応用は多岐に渡る。その強大な魔力は耐性のない一般人にとっては「歩く猛毒」に等しく、普通の人間が触れると原因不明の動悸・息切れ・倦怠感に見舞われる。騒動が巻き起こると様々な方法で魔力を取り戻すが、毎回戦闘後の後始末のために使い切ってしまう。
自身を「ぱぱ」と慕うアラス・ラムスに対しては当初は戸惑っていたが、彼女がライラより託された種子の化身と気づいてからは「娘」と認め、引き取ることを決意する。アラス・ラムスを連れ戻しに来たガブリエルとの戦闘後、彼女が“進化聖剣・片翼”と融合して居なくなってしまった際には茫然自失となるほどに落ち込み様を見せ、再会以降はアラス・ラムスをより溺愛するようになり、親馬鹿振りを発揮するようになった。
天界勢力と主戦派悪魔達が笹幡北高校に襲来した際、アラス・ラムスの姉妹たるイェソドの化身であるアシエス・アーラと融合を果たし、恵美と同じく聖剣を扱えるようになる。その後、恵美と芦屋の救助のために鈴乃と共にエンテ・イスラに旅立つが、アシエスが持つ聖法気と自身の魔力の反作用により悪魔の姿に戻れず、アシエスとの融合不全という状況に陥いってしまう。しかしアシエスが魔力寄りのイェソドの欠片を取り込んだことにより力を取り戻し、再度聖剣を顕現させ、天使達を圧倒的な力で撃滅。無事恵美達を救い出し、志波の導きにより日本へと帰還した。エンテ・イスラでの戦いを終えた後、幡ヶ谷店の新規事業であるデリバリーのために原付き免許を三度目の正直で取得した。
真奥にとって恵美からの糾弾は、同胞と人間の悲劇を天秤にかけ王として行動した結果の象徴であり、表面上は彼女にとって「憎むべき悪魔の王」であろうとしていた。しかしエンテ・イスラから帰還後、わだかまりを捨て素直な感情を伝えてくる恵美に対し、大きな戸惑いを見せる。また、千穂の自分に対する好意にも、種族や寿命等から結論を出していないが、それらを抜きにした自分の意思がどうなのかということは分かっていない。15巻以降、ようやく念願の正社員昇格へ向け登用研修に臨むが、結果は不合格となっている。エンテ・イスラ騒動後は事態に深入りせず日本での生活を維持する予定でいたが、「離れ離れになった兄弟姉妹達に会いたい」とのアラス・ラムスの願いを聞き、これを成就させるべくイグノラら天使達を打倒しセフィロトを解放することを決断。仲間たちと共に神打ちの戦いを発動させる。20巻においては、変調をきたしたアラス・ラムスの深層欲求を満足させるため、天祢の指示で恵美との同棲生活を開始することとなる。
日本で戸籍を作った際に20歳としているが、実年齢は300歳を超えている。東京都渋谷区笹塚ヴィラ・ローザ笹塚201号室在住。
『このライトノベルがすごい！』男性キャラクター部門では2014年版で5位、2016年版で10位を獲得している。
遊佐 恵美（ゆさ えみ） / エミリア・ユスティーナ
声 - 浅川悠 / 日笠陽子
本作のヒロインの一人。大法神教会の勇者。天界の金属“天銀”をその身に宿し、“進化聖剣・片翼（ベターハーフ）”を自在に操る。天使ライラと農家の人間ノルド・ユスティーナの間に生まれた身。普段は緋色の髪であるが、戦闘を行う際に天使達と同じ蒼銀に変化する。
父と共に西大陸セント・アイレ帝国領内スローン村で暮らしていたが、村は魔王軍によって壊滅。聖剣の勇者として大法神教会へ召し上げられ、復讐心を胸に魔王軍との戦いに身を投じ、進化聖剣・片翼を手に各大陸の悪魔大元帥達を倒し、遂には魔王を討伐あと一歩のところまで追いつめる。ゲートへ退避した魔王達を追って彼女も日本へと渡ってきたが、彼女もまた聖法気を自力で回復できず、降り立った永福町の地で悪戦苦闘の末、遊佐恵美と名を替え、ドコデモグループお客様相談センターの契約社員としてテレフォンアポインターの仕事に就く。法術により外国語が堪能で、職場では外人からの問い合わせに重宝されている。
魔王軍討伐後は剣を捨て故郷で父の畑を守るつもりでいたが、日本へ渡ってからはエンテ・イスラの権力争いや天界の暗躍に巻き込まれていくこととなる。身体能力に長けているが、頭脳労働はエメラダやオルバに任せきりだったため常識に疎く、教会騎士団に所属の身でありながらセフィロトなどの存在を知らなかった。
本来は真面目で優しく思いやりのある性格であるが、過去の一件ゆえに魔界の者に対しては全く容赦がないため、魔王城の面々から「勇者らしくない」と評されるほど短気かつ意地っ張りな面が強調されている。またその生い立ちから容易に他人を信用しない傾向がある上、理屈が通っていても自身が納得出来なければ受け入れようとしない強情な一面を持つ。真奥達と再会当初は出会うたびに彼らに難癖をつけ、監視と称してストーカーまがいの張り込みを続けていた。しかし、オルバとルシフェルの襲撃を機にエンテ・イスラ絡みの事件でなし崩し的に真奥達と共闘を続けることになり、さらには真奥の勤勉さや自分を気遣う感情を向けられることで戸惑いを見せ、千穂やアラス・ラムスの存在もあって次第に態度を軟化させていく。以降、恵美自身気づかぬまま真奥達との奇妙な関係に居心地の良さを感じるようになっていき、真奥からは「豆腐メンタル」と評される等、精神的に脆い一面も見せるようになる。
自身を母と慕うアラス・ラムスと同居してからは、彼らを抹殺することを明確に躊躇するようになる。さらにはガブリエルから父・ノルドが生存し、地球にやって来ていると聞かされたことで戦う理由を失い苦悩する。エンテ・イスラを取り巻く陰謀が日本での生活に大きな影を落とす最中、事態解決のカギとなる両親の足跡を辿るべく、アラス・ラムスと共に故郷スローン村に一時帰還。父の残した記録から母・ライラの旧居に辿り着くが、アラス・ラムスの聖法気を察知されオルバにより軟禁されてしまう。父の麦畑を質に取られた彼女は主戦派悪魔達との戦いに否応なく駆り出され、悪魔たちの命が失われることで精神を疲弊させていく。が、同じくエンテ・イスラに拉致されていた芦屋より「真奥が来る」の知らせを受け望みを取り戻した後は、純粋に真奥に縋る自分に気づき、その事実を受け入れる。そして駆けつけた真奥達に救われ、父ノルドとの再会を果たし日本へ帰還、千穂や梨香に笑顔と涙で迎えられた。長期無断欠勤状態となったことによりテレアポを解雇された後、真奥と同じマグロナルド幡ヶ谷駅前店に就業。これまでの勇者としての責務と真奥に抱いていた負の感情に区切りをつけ、魔王城での食卓とアラス・ラムスの幸せを守るために前に進むことを決意する。
自分と父に苦労を掛け続けてきた上、一連の事態の裏で暗躍し続ける母・ライラに対しては愛憎渦巻く複雑な感情を抱いている。エンテ・イスラから帰還後、真奥への信頼と愛情を自覚するようになった反面、千穂に対しての申し訳なさで苦悩する場面が多くなる。エンテ・イスラ騒動後は母ライラの言には耳を貸さず、日本での生活を維持する予定でいたが、「離れ離れになった兄弟姉妹達に会いたい」とのアラス・ラムスの願いを聞き、これを成就させるべくイグノラら天使達を打倒しセフィロトを解放することを決断。真奥らと共に神打ちの戦いを発動させる。20巻においては、変調をきたしたアラス・ラムスの深層欲求を満足させるため、天祢の指示で真奥との同棲生活を開始することとなる。
17歳（8巻で18歳）であるが、日本において未成年では不自由があるという理由から20歳と誤魔化している。ゆるキャラ「リラックス熊」のグッズを集めているなど、かわいいもの好き。時代劇も好きで、スマホの着信音を時代劇のOP曲にしているほど。東京都杉並区永福町アーバン・ハイツ永福町501号室在住。身体的特徴としては貧乳気味で、作者公認でネタにされている。
天光炎斬（てんこうえんざん）
無数の炎の刃を敵めがけて発射する。
天光氷舞（てんこうひょうぶ）
魔を凝固し繋ぎ止める吹雪を生み出す。
天光風刃（てんこうふうじん）
指向性の高い衝撃波を放つ。
天光駿靴（てんこうしゅんか）
破邪の衣を媒体に聖法気を足に集中させ、高速移動する。
天光飛刃（てんこうひじん）
遠くの敵を飛ぶ斬撃で排除する。
天光鏡閃（てんこうきょうせん）
敵の攻撃への反射技。
天衝光牙（てんしょうこうが）
黄金の稲妻を呼ぶ。
天衝嵐牙（てんしょうらんが）
暴風を相手に叩きつける。
光爆衝波（こうばくしょうは）
体から聖法気を噴出させ、身の回りの敵を攻撃する。
空突閃（くうとつせん）、空突連弾（くうとつれんだん）
拳に聖法気を込めて繰り出す拳法。アルバートから教わったもの。
光鏡衣（こうきょうい）
透明化の法術。
佐々木 千穂（ささき ちほ）
声 - 東山奈央
本作のヒロインの一人。真奥のバイト先・マグロナルドの後輩店員。東京都立笹幡北高校の2年生で16歳（8巻で17歳）。作中に描かれた履歴書によると誕生日は9月10日。高校では弓道部に所属。真奥や他のマッグ店員からは「ちーちゃん」と呼ばれている。身長は低めだが、バストサイズが非常にふくよかで、恵美や鈴乃からは羨望と嫉妬の眼差しを受けている。聡明で利発、礼儀正しく、頭の回転も早く弁も立つ。学校の成績もよく校内模試では偏差値60以上、学業とアルバイトをきちんと両立させている。父・千一は原宿署の警部補であり、日本に降り立ったばかりの真奥と芦屋を彼が保護したことで最初の接点が生まれる。
物語当初は先輩クルーである真奥に想いを寄せる普通の女子高生であったが、エンテ・イスラより放たれた「概念送受」を受信し、真奥に相談を持ちかけたことがきっかけでオルバとルシフェルに人質として誘拐され、以降巻き込まれる形で真奥達の事情を知ることになる。最初の騒動の後、真奥から記憶を消すことを提案されるがそれを拒絶し、以降、真奥や恵美ら異世界人達との交流を深めていく。ルシフェル襲撃以降も再度人質としてサリエルに攫われたり、ラグエルの「概念送受」の煽りを食らって昏倒したり、カマエルに焼き殺されそうになったりと数々の災難に見舞われるが、何度もエンテ・イスラの関係者が起こす事態に巻き込まれ続ける都度荒事にも慣れていき、作中人物達を驚かせる勢いで大胆かつ肝の据わった性格となっていく。
真奥への好意から、日頃から頻繁に魔王城を訪れては料理をはじめ、かいがいしく世話をやいている。真奥の正体を知ってもその想いは変わらず、2巻において告白を果たすが、返事は保留にされたままである。が、真奥への片想い以上に異世界の友人達がいつまでも仲良く暮らせる生活を何よりも望んでおり、本来敵同士である真奥や恵美らは彼女（とアラス・ラムス）を中心に異世界日本で共存していくこととなる。いとこの子供の面倒をみていた経験から赤ん坊の扱いも手馴れており、アラス・ラムスの育児サポートでもその手腕を発揮している。
5巻において、天界からの刺客ラグエルの放ったソナーの直撃を受け意識不明となるが、天使ライラからイェソドの欠片を宿した指輪を渡され、イェソドの力を自身の得意な弓に置き換えて使用し、ラグエルを撃退した。エンテ・イスラがらみの騒動の都度、真奥や恵美達に助けられることで自身の力の無さに歯痒さを感じていたが、ラグエルの起こした騒動が集結した後「真奥達の足手まといになりたくない」という理由から、恵美達に「概念送受」の習得の手解きを依頼し、携帯電話を媒介にするという方法で「概念送受」を習得。高い素養を発揮し、サリエルの指南もあり聖法気を使うことができるようになる。真奥達、あるいは魔界から来訪する悪魔達の魔力に幾度となくさらされた結果、魔力に対する耐性も身に付けている。騒動の経験から悪魔達には話の通じる相手として敬意を抱く一方、不埒な行動ばかりとる天使達には不信感を募らせており、魔王城に集う面々の中でもニートの漆原にだけは辛辣である。
8巻において笹幡北高校が戦いの舞台となった折には、主戦派悪魔・リヴィクォッコと対峙。その後真奥達のエンテ・イスラ遠征の折には日本に残り、天祢より地球のセフィラにまつわる真実の一端を聴く。また志波からは会談に先立ち、避け得ぬ未来の話を聴き心に影を落とす。その後、無事エンテ・イスラより帰還した真奥達を満面の笑みと涙で迎え入れた。恵美が真奥に心を開いたことを喜ぶ一方、同時に嫉妬の感情を抱くようになり、複雑な胸中に置かれる。エンテ・イスラ編以降、異世界の住人達とずっと仲良くしていたいという思いは一層募り、神打ちの戦い発動後も日本と異世界を往復し、献身的に真奥達を支え続ける。16巻では大魔王サタンの遺産のひとつ「アドラメレキヌスの魔槍」回収作戦に参加、北大陸最高権力者・ディンデムウルスの後見を受け、囲いの長後継者選抜大会「ジルガ」の場でその弓術の腕を発揮し、見事作戦を成功に導いた。その勢いは留まるところを知らず、神打ちの準備が大詰めを迎え、エンテ・イスラ全土を巻き込んだ戦争の緊張が高まる中、鈴乃の真奥への想いを知ったことをきっかけに、異世界と日本の大切な友人達全てを取り巻く環境、そして真奥と自分の関係性を動かすべく、遂には彼女自身が議長となり、エンテ・イスラの要人達が一同に会する「頂点会議」を主宰。物語の収束に向けて文字通り中心人物となってゆく。
東京都渋谷区幡ヶ谷在住。漢検凖2級と英検3級を取得している。
芦屋 四郎（あしや しろう） / アルシエル
声 - 子安武人 / 小野友樹
魔王軍四天王の1人にして悪魔大元帥。元々は魔界の豪族「鉄蠍族」の長でアドラメレクが長を務める「蒼角族」とは長年敵対関係にあった。激戦の末サタンの軍門に下り、彼の腹心となった魔王軍一の知将。魔王軍のエンテ・イスラ侵攻の際には東大陸を担当。
エンテ・イスラで勇者エミリアに敗れた後、魔王と共にゲートへ逃亡、日本の笹塚の地に降り立つ。人間としての容姿は長身体躯で銀色の長髪。日本に来た当初は真奥と共に日雇いの仕事をこなしていたが、真奥から役割分担を提案され、以降は魔力回復の手段の探索および専業主夫を務めている。1年近く主夫業を続けているため家事は玄人レベルで、空いた時間に博物館などへ出かけて情報収集を行なう日々を送っている。また魔力回復手段調査の傍ら図書館では書籍の写経に勤しんでおり、彼が収集した情報ノートは魔王城の貴重な財産となっている。家計を預っているため無駄遣いや生活態度の乱れに厳しい。短期アルバイトをすることもあるが、漆原に家事を任せることができない現状から長期のアルバイトは断念している。
恵美のような例外を除き口調や物腰は基本的に誰に対しても丁寧。人間のことは当初内心見下した態度を取っていたが、千穂や梨香など信頼できる人間たちと接していくうち、徐々に認識を改めていく。 恵美や鈴乃とは基本的には敵対姿勢を崩していないが、鈴乃とは同じ台所に立つもの同士、話の合う場面が多い。悪魔としての力を取り戻すと、必要なこと以外は喋らない寡黙な性格に変化する。戦闘では魔力による念動力や糸を駆使し、さらにその防御力は「魔王軍最硬」とされ、ガブリエルの持つ「聖剣デュランダル」を弾くほど。文武ともに優れた真奥の片腕であるが、地球に来てからは重要局面で蚊帳の外になっていることが多い。真奥が覇道として掲げた夢を「食材の沢山ある冷蔵庫=万人が食うにも困らず幸せに居られる世界」に例え、現在の貧乏ながらも精神的に豊かな日常にまんざら悪い気ではない模様。ただし、積極的に日本の人間社会に溶け込んでいく真奥と違い、彼自身は人間達との間に一定以上の心理的距離を置いている。
8巻にて天界勢力襲来の折、梨香の目の前でガブリエルに捕らえられ、エンテ・イスラ東大陸に連れ去られる。その後、ガブリエルの目的が天界の計画妨害にあることを本人から知らされ、自身も状況を打開すべく行動を開始。真奥到着までの時間稼ぎに、同様に拘束されていた恵美と激闘を繰り広げる一方で、マレブランケや八巾騎士団を采配し、統一蒼帝の身柄を秘密裏に鈴乃達の元へ送り届けることに成功。真奥達と合流し無事日本への帰還を果たした。その際魔力を取り戻したが、エンテ・イスラからの帰還前と同じ生活を送っている。
恵美の親友である梨香には主夫としての努力を称えられた一件から好感を抱いており、家電製品購入にあたってのアドバイスを乞うなど、千穂同様懇意にしている。エンテ・イスラでの騒動の後、延び延びとなっていた梨香との外出の約束を果たすがその際、梨香より想いを告げられる。彼女の好意を嬉しく思いつつも、悪魔としての本当の姿を彼女に見せ、種族の壁を理由に受け入れることはしなかった。神打ちの戦い発動後は、悪魔側勢力の取りまとめ役として指揮に当たっている。
日本では真奥と同じく20歳としているが、実年齢は1500歳を超えている。達筆らしく履歴書の字は非常に丁寧。携帯電話を所持していなかったが、梨香の勧めを受け13巻において遂に購入した。機種は携帯代を抑えるために梨香のアドバイスを受け、ドコデモのSIMフリーのスリムフォンである。趣味は本を読んで知識を得ること。
漆原 半蔵（うるしはら はんぞう） / ルシフェル
声 - 下野紘
魔王軍四天王の1人にして悪魔大元帥。元は天界で「暁の子」と評される大天使筆頭であり、第二世代筆頭天使だったが「天界は何もすることがなかった」という理由で堕天。魔界でハグレ悪魔として暮らしていたところを「遊び相手」という名目でサタンにスカウトされ、魔王軍の一員となった。真奥とはカミーオに次いで魔王軍発足前からの付き合い。
魔王軍エンテ・イスラ侵攻の際は、西大陸攻略担当となっていた。当時から仲間からの信頼は薄く、カミーオやアドラメレクに呼び捨てにされ、下級悪魔達からは「堕元帥」と影で呼ばれていた。エミリアに倒されたと思われていたが一命をとりとめ、天界への帰還を条件にオルバと結託。日本へ渡り真奥と恵美の命を狙ったが返り討ちに合い、失敗。そのまま魔王城居候の身となる。
魔力を得るために日本でオルバと共に強盗騒ぎを起こしていたため、迂闊に外出できずニート生活を送っている。ハッキングなどの電子機器の扱いに長けており、その能力を活かすために真奥からノートパソコンを与えられる。が、1日中張り付いて通販で様々な買物をして魔王城の家計を圧迫、惰眠とお菓子をむさぼり続ける魔王城の不良債権と化した。自身を「一流のニート」と称し、家事等の手伝いもほとんどしないため、ほぼ自業自得の形で周囲からは冷たい眼差しや手酷い扱いを受けている。車や船等での移動には弱くすぐに乗り物酔いを起こす他、重度の猫アレルギーで、見かけによらず繊細な体質。
性格は自由奔放かつ我儘で、悪魔としての残虐性が非常に高い。基本的には主である真奥に対してもタメ口で話すなど飄々とした態度で場の空気を読まず、軽口を叩いて周囲から睨まれることが多い。自身の利益にならなければ積極的に動くことがないが、ここ一番という時に尋常ならざる機転と洞察力を発揮することがある。外見が子どもっぽいため、日本で戸籍を作った際に18歳としており、成人である真奥の扶養対象となっている。その出会い方と現在の生活態度から千穂から唯一冷たい眼差しを向けられており、冷淡な態度を取られている。アラス・ラムスが一時的に同居し始めてからは、押し入れの上段に引き篭もるようになった。アラス・ラムスには懐かれており、彼女に関することではまともな発言をする。テレビアニメ版では唐揚げが好物になっている。
戦闘においては主に「紫光の熱線」と呼ばれる魔力球による空からの遠隔攻撃を得意とする。その実力はかつての天使時代には遠く及ばないものの、魔力と聖法気の両方を使うことが出来る稀有な存在。力を取り戻すと背中から翼（取り込んだ力が魔力なら黒、聖法気なら白）が生える。元上位格天使だったこともあり、天界の摂理に忠実な天兵連隊などの下級天使に命令できる権限を持っている。また天界と魔界に関する知識は豊富。実年齢は不明だが遥か悠久の時を生きており、謎の部分が多い。またゲートに関して察知する能力が高く、扉などを開かなくする封印術の行使にも長けている。エンテ・イスラ過去編においては普段のニートぶりからは想像のつかない残虐性をいかんなく発揮している。
真奥達のエンテ・イスラ遠征に際してはカマエルとの戦闘で重傷を負い、千穂や梨香の安全を考慮し日本に残る。千穂の策略で天祢の話を盗み聴くべく魔王城に留まるが失敗、さらには志波が帰参したことにより昏倒し、入院する。その際志波の影響か、他の天使達と同じく頭髪が濃紫から蒼銀へと変化してしまった。退院して以降は、直接会話に二の足を踏み続けるユスティーナ母娘によって引き起こされる面倒事に苦言を呈すなど、エンテ・イスラ騒動後はつっこみ要員としてのキャラが光るようになった。神打ちの戦い発動後は大魔王サタンの遺産捜索作戦などに積極的に参加し、再び働くようになる。
後に、彼が天界の長イグノラと古の大魔王ことサタナエルの子供であったことが明かされる。サタナエルによって天界から連れ出されて長くサタナスアルクに幽閉され、父母の愛を受けられなかったことがPTSDとなり、記憶を閉ざす原因となっていた。
遠光映眼（えんこうえいがん）
聖法気を用いた術。千里眼となる。
鎌月 鈴乃（かまづき すずの） / クレスティア・ベル
声 - 伊藤かな恵
本作のヒロインの一人。大法神教会訂教審議会筆頭審問官。
元異端審問会筆頭審問官であり、魔王軍の侵攻に対して大法神教会に抵抗する勢力を粛清し、異端審問を行い続けたことから「デスサイズ・ベル」の二つ名を持つ。しかし本人は異端審問を行なうことについて疑問を感じており、良心の呵責に苛まれる様子を見せている。
使用する武器は地球で購入した簪(かんざし)を「武身鉄光」で変化させた大鎚で、戦闘能力は極めて高い。髪を結っている簪を変化させるため、戦闘中は髪が解けた姿になる。外見は常時和服を着用する小柄な美少女（戸籍上18歳。ただし実年齢は20代）で、普段は化粧をしていない。また恵美と同じく貧乳気味で、千穂の胸に羨望と嫉妬が入り交じった感情を持つ。
勇者と魔王の謀殺を図ったオルバが日本で消息を絶ったことを受け、素性を隠して真奥達の隣の部屋（ヴィラ・ローザ笹塚202号室）に引っ越してくる。真奥達を抹殺して勇者の恵美を連れてエンテ・イスラに帰還することで、大法神教会の改革を推し進めようとしていた。しかし、異世界でその在り方を変えて真面目に生きる魔王一派に驚愕し、加えて魔王一派監視のため帰還を拒む恵美を前に当初の計画は頓挫。折悪くも天界の暗躍に巻き込まれ、自身の出身母体の象徴天使たるサリエルの命令に逆らえず、恵美達の誘拐に加担する。それでも湧きあがった信仰への疑念と千穂への不義理に耐えることかなわず、最終的には真奥達と協力しサリエルを撃退した。結果、真奥達の抹殺を断念して日本で暮らすことを選び、真奥や恵美らと共にエンテ・イスラからの脅威に立ち向かう。大法神教会の敬虔な信者であったが、度重なる天使達の横暴を目の当たりにするうち信仰心は薄らいで行く。
基本的には恵美同様真奥達とは敵対関係であり、事件後も魔王城の隣に堂々と居座り聖法気で満たされた聖別食材を差し入れ続けている。真奥達に対しては手厳しい態度を取る反面、彼らの人格を正当評価するなど公平な判断力を持つ。政治に携わるためか神話関係についてはドライな価値観を持ち、アラス・ラムスを巡る一件では「セフィロトの樹」についての伝説には懐疑的な意見を述べている。生真面目な性格であり、楽観的な周囲と違って様々なことに頭を悩ませて苦労している。真奥と千穂、芦屋と梨香の関係については、種族の違いと、いずれ訪れる「別れの時」を考慮してか、若干複雑な心境。
家事は万能で、生活資金はエンテ・イスラから持ってきた宝飾品を質屋で換金して調達しており、数か月以上は働く必要がないほど。エンテ・イスラで知識を得てから日本に来たが、その常識は昭和レベルで止まっており、口調や服装にもそれが表れている。大のうどん好きで、毎日聖別食材をうどんの麺にして食すことで聖法気を蓄えており、作るうどんの種類も豊富。梨香の勧めで化粧品を買いに出かけたときは、年相応の少女の一面を垣間見せた。修道女時代に剃髪していた時期がある。
8巻・笹幡北高校の戦いにおいては大天使カマエル・悪魔リヴィクォッコと対峙し、千穂を守りながら壮絶な戦闘を繰り広げる。恵美達を救出すべくエンテ・イスラ遠征において真奥に同行し、その道中、真奥の告解という形で魔王軍のエンテ・イスラ侵攻の真実と彼の真意を聴き、聖職者として彼の罪を赦す。同時に、自分が真奥に惹かれているという事実に気づくきっかけともなった。その後不調により聖剣発動不能となった真奥とアシエスを置いて、統一蒼帝の身柄を確保すべくアルバートと共に皇都蒼天蓋へ赴くが、ガブリエルの計略によってゲートでセント・アイレへ転移させられてしまう。転移先では背教審理にかけられていたエメラダを救出。蒼天蓋にてオルバと天使達の悪行を白日の下にさらけ出すことに成功、無事日本への帰還を果たした。
延期になっていた恵美と千穂の誕生パーティにおいては、初めての洋服姿を披露した。地球に帰還してからは以前よりも真奥を気にかけることが多くなっており、不器用ながらにアプローチしているが、真奥達からは不審がられている。神打ちの戦い発動後は、エンテイスラ人勢力の取りまとめ役として、その指揮に当たっている。19巻において大法神教会での内面工作が裏目に出てしまい、「6人の大神官」に昇進してしまう。そしてその騒動の中、ついに真奥への告白を果たす。
武身鉄光（ぶしんてっこう）
簪を媒体にして金色の大槌を出現させる。
武光烈波（ぶこうれっぱ）
大槌から衝撃波を放つ。
武光衝星（ぶこうしょうせい）、武光舞・鳳仙花（ぶこうぶ・ほうせんか）
聖法気による肉体活性のオーバーロードを引き起こし、敵を内部から攻撃する。
光波瞬閃（こうはしゅんせん）
強烈な光を発して目くらましをする。
探信聖波（たんしんせいは）
術者を中心に広域に聖法気を放って索敵する探査術。
アラス・ラムス
声 - 日笠陽子（電撃FCI・テレビアニメ版ドラマCD） / 木野日菜（テレビアニメ第2期）
セフィロトの樹に生る宝珠セフィラの1つ、イェソドの欠片から生まれた幼い少女。銀色の髪を持ち、一房が紫に染まっているという特徴的な髪をしている。大好物はコーンスープ。
ゲートを通じ突如ヴィラ・ローザ笹塚に降り立った巨大なリンゴの中から出現。真奥のことを「ぱぱ」、恵美のことを「まま」と呼び、異世界の住人達を大混乱に陥れる。以降魔王と勇者のライフワークには「労働」以外に「子育て」が標準装備されることとなり、彼らの共存関係をますます奇妙複雑かつ強固なものとしていくこととなる。性格は素直で聞き分けが良く、人見知りをしないが、最初の出会い方からエメラダを苦手としている。
その行動の一挙一足が周囲を和ませるため周囲の人物から可愛がられている。何故か元天使である漆原に懐いており、彼が周囲に小言を言われていると庇う仕草を見せている。
当初は真奥達のアパートで暮らしていたが、ガブリエルとの戦闘においてイェソドの欠片が埋め込まれている恵美の“進化聖剣・片翼”と融合して彼女と一定距離以上離れることができなくなったため、以降は恵美の住むマンションで暮らしている。普段は電車のガラスに頭をぶつけると泣きじゃくるなど見た目は幼い赤子であるが、セフィラにまつわる気配を感じたときは饒舌となり、本気を出した際の戦闘能力は極めて高い。その身に秘めた力と存在は、大天使であるガブリエルから「自分（天使）達よりもずっと超常的な存在」と言わしめている。
名前の由来は、エンテ・イスラの言葉である中央交易言語で「アラス」は「翼」、「ラムス」は「枝」を意味する。元々は真奥が幼いころに天使ライラより譲られ、植物として育てた紫色のクリスタル（セフィラの欠片）から生まれた存在であり、真奥を「ぱぱ」と慕うのはあながち間違いでない。漆原やサリエルといった例外を除き、天使たちのことを「嘘つき」と嫌っている。
エンテ・イスラ帰省の折、真奥をサタンと明確に理解していたのとは裏腹に恵美に関してはライラの面影を感じ取っていたに過ぎず、彼女をライラとして認識していたことが明らかになる。その後、ライラの旧居にて妹であるアシエス・アーラの痕跡に動揺し聖法気を暴走させ、恵美共々オルバらに捉えられてしまう。幽閉後は真奥達が救出に駆け付けるまでの間、疲弊していく恵美を傍らで励まし続け、皇都蒼天蓋において無事アシエスとの再会を果たした。
日本に帰還後、恵美の父親であるノルドを「じーちゃ」と呼ぶようになる。ライラが真奥や恵美に何かさせようとしていることを本能的に理解しているなど、見た目の割に自身の周りの人間関係を理解している。帰還後、クリスマスプレゼントを思案する恵美らから欲しい物を聞かれた際、「離れ離れとなったセフィラの兄弟姉妹達に再会したい」という純粋な願いを告げ、真奧達に神打ちの戦いを決断させることになった。19巻においては、エンテ・イスラ世界の情勢が大きく動き始めたことを機にイェソドに変調が生じ、アラス・ラムスには「成長」という形で症状が発現。彼女が求める「父母の愛」を満たすため、真奥と恵美は天祢の指示で同棲生活を開始することとなる。

### 魔王と勇者の周辺人物
鈴木 梨香（すずき りか）
声 - 西明日香
恵美の勤め先「ドコデモ・テレアポセンター」の同僚。21歳。千穂を除けば、恵美にとって日本での少ない人間関係のなかで唯一親友と呼べる存在。
神戸出身で、小学生のころ兵庫県南部地震（阪神・淡路大震災）に被災した経験を持ち、好奇心で被災時の出来事を聞かれることを嫌がっているために普段は共通語で話す。闊達で明るく、知り合いの知り合いはもうタメ口と非常にサバサバした性格。実家は会社組織で靴屋の工場を経営。ゆくゆくは家業を支えたいと考えており、上京し働く目的はそのための進学資金を貯めるため。新宿地下街崩落時、彼女の親切に触れた恵美はエンテ・イスラでは感じたことのない心地よさを体感し、聖法気の源が人の心である可能性を見せた。運動神経はよく、高校時代には水泳で国体選抜メンバーになったことがある。
自身の経験から他人の過去を詮索はしないが、「色恋は別」として恵美と真奥の関係に興味を持ち、なにかとお節介を焼く。そうして真奥達と関わっていく中で徐々に芦屋に想いを寄せるようになっていく。芦屋との初対面時、真奥達のことは「起業し夢破れた若手実業家であり、恵美とは商売敵同士」と紹介される。千穂とは違いあくまでエンテ・イスラのことを知らない一般人であったが、8巻においてエンテ・イスラで軟禁されていた恵美より「概念送受」を受信。相談のためヴィラ・ローザ笹塚を訪れたところをエンテ・イスラの騒動に巻き込まれ、恵美や真奥達の素性を知ることとなる。目の前で芦屋を連れ去られ自身も心に深い傷を負ったが、真実を知ってなお、恵美の友人であり続けることを決意し、帰還した彼女を変わらぬ笑顔で受け入れた。その後はエンテ・イスラから訪れたエメラダとも親交を持つようになるなど、千穂同様異世界の住人達との距離を縮めていくようになる。
エンテ・イスラ騒動後、携帯電話購入のため芦屋からデートに誘われた際に腹を決め、ついに告白する。対して芦屋は悪魔としての本当の姿を彼女に見せ、種族の壁を理由に彼女を受け入れることはしなかった。それでもなお芦屋への想いは変わることなく、自身の心に整理をつけられないでいたが、神打ちの戦い前に千穂から「芦屋は梨香の告白に明確に答えを出していない」との指摘を受け、彼女の真奥への想いからくる行動力を目の当たりにするうち、次第にふっ切れ、芦屋へのアプローチを再開するようになった。エンテ・イスラ編以降は状況に慣れてしまった千穂に代わり、異世界人達の庶民的ギャップに驚き突っ込みを入れる役どころとなっている。
なお、彼女の神戸でのエピソードは作者和ヶ原の友人の体験談がもとになっている。東京都新宿区高田馬場コンフォートグランディール早稲田205号室在住。
木崎 真弓（きさき まゆみ）
声 - 内山夕実
真奥のアルバイト先「マグロナルド幡ヶ谷駅前店」の店長。26歳。
きっちりと制服を着こなし、どんな騒ぎにも表情を変えないクールビューティ。竹を割ったようなさっぱりとした性格であり、真奥が頭が上がらないと言わしめる人物の1人。極めて優秀で店員から尊敬されており、社の同期には幾多の修羅場を潜り抜けた猛者が多い。真奥を「まーくん」、恵美を「さえみー」と呼ぶなど部下に対してはフランクな態度で接するが、稀に洒落にならない一言を言う時がある。真奥によると幡ヶ谷駅前店では気に入ったクルーにはアダ名を付け、付けられたクルーは正式採用されるという暗黙のルールがあるらしい。
辣腕店長としての実力には枚挙にいとまがないが、中でもコーヒーについてはカフェを経営していた祖父の影響で専門職レベルの知識と技術を習得している。ゆくゆくは接客業のトータルコーディネイターであるバールマンになりたいという夢を持ち、マグロナルドで経験を積んだ後には独立開業を志している。センタッキー幡ヶ谷店の店長・猿江三月（サリエル）に一目惚れされ、ストーカーまがいのアプローチを受けているが、その残念な性格から木崎自身はまるで彼を相手にしていない。マグロナルド富島園店店長・水島由姫とセンタッキー幡ヶ谷店の担当マネージャー・田中姫子とは幼稚園時代からの幼馴染であるが、田中とは経営観念の違いなどから非常に仲が悪く、彼女がセンタッキーを敵視している最大の要因である。17巻において、人事異動により幡ヶ谷駅前店店長職を退くことが決定したことに伴い、遂に独立を決意する。猿江に対しては仕事人としての信頼を真奥とは別の形で見出しており、真奥と猿江に改めて「3年後に独立する」との決意を伝え、ゆくゆくは彼らを社員として迎えたい、との意向を伝えるに至った。19巻において、千穂の計略に巻き込まれる形でエンテ・イスラの事情を知ることとなる。
東京都渋谷区西原西原コーポ203号室在住。TOEICのスコアは860点。
エメラダ・エトゥーヴァ
声 - 浅倉杏美
エミリアの仲間。愛称はエメ。西大陸神聖セント・アイレ帝国宮廷法術士。年齢不詳（推定20代半ば〜後半。ただし外見は14〜15歳でも通用するほど）普段は間延びした口調で喋るが、シリアスな場面では間延びしなくなる。一見おっとりした印象の女性であるが、位人臣を極めるだけあってエンテ・イスラの政治状況に精通している。涼しい顔をして時に気に入らない相手を慈悲もなく追い詰めていく等、腹黒い一面も持つ。健啖家で中でもお菓子を好み、地球の文化に触れてからは日本で入手したお菓子をエンテ・イスラに持ち込んでいる。鈴乃からは長逗留を勧められているが、故郷の方が落ち着くとして断っている。
元々ルシフェル軍に捕まっていたが、エミリアに解放され勇者一行に加わる。オルバの裏切りによりアルバートと共に軟禁されていたが、ライラの助けで抜け出し日本に降り立ち、エミリアと魔王サタンの現状を知り、恵美の意向を尊重してエンテ・イスラへと帰還した。セント・アイレに戻って以降は五大陸連合騎士団出向を経て法術監理院長官に就任。国務をこなす傍ら、恵美からもらったスリムフォンを介した「概念送受」で彼女と連絡を取りつつ、恵美やアルバートの後方支援に尽力していたが、魔王軍侵攻前にも増した政争に巻き込まれ、心労が絶えなくなる。ついには大法神教会から異教徒の烙印を捺され、恵美のエンテ・イスラ帰還の折、政敵であるピピン将軍によって陥れられ背教審理にかけられそうになってしまう。しかしガブリエルのゲートによって転移させられた鈴乃らによって救出され、オルバの不正を白日の下にさらけ出すことに成功。騒動の後始末を引き受け、友として再び日本へ帰る恵美を見送った。その後、オルバの尋問結果を恵美に伝えるべく再来日。恵美の重荷を共に背負うべく志波と対面し、セフィラの真実を話す会合に参加した。神打ちの戦い発動後はルーマックとともに、得意の政治工作に勤しんでいる。ルシフェル軍の侵攻で故郷と家族を失っており、普段は押し殺しているが、内心では激しく真奥と漆原を憎悪している。
スピンオフ短編集「はたらく魔王さま！ハイスクールＮ！」においては笹幡北高校の養護教諭「荏島 緑里」（えとう みどり）として赴任、恵美の度肝を抜いた。
光鏡衣（こうきょうい）
自身や周囲の姿を隠す法術。通常の術者がごまかせるのは視覚のみであるが、エメラダのそれは対象の聖法気まで隠すことができる。
アルバート・エンデ
声 - 安元洋貴
エミリアの仲間。愛称はアル。旧名はアルバート・エンデ・ランガで、元北大陸精鋭部隊「岳仙兵団」第十五次戦団長を務める仙術道士だった。白髪・白髭に色黒の肌、筋肉を強調するようにレザースーツを纏った30過ぎの男性で、豪胆で思ったことは何でも口に出す性格。エミリアには格闘術の手解きも行なっていた。エミリアを探すべく数回にわたり地球へ「概念送受」を発信したのち、エメラダと共に日本へ降り立つ。来日の際立ち寄った回転寿司屋では日本の食文化に舌鼓を打つ外国人のように大げさなリアクションを見せていた。
魔王軍侵攻時は北方大元帥アドラメレクと交戦し敗北。その責任を問われる形で氏族名である「ランガ」を捨て北大陸から去ることになった。戦士としても為政者としても自身の上をいくアドラメレクを理想としており、そのため早くから悪魔に対する偏見を持っていなかった。恵美がオルバに軟禁された後、エンテ・イスラに一時帰還した真奥・鈴乃らと合流。鈴乃・ルーマックとともに背教審理にかけられていたエメラダを救い出し、蒼天蓋にてオルバの身柄を拘束することに成功した。その後しばらくは日本へ渡ったエメラダの代わりに法術監理院長官代理としてセント・アイレの国務に携わっていたが、神打ちの戦い発動に伴い、中央大陸にて再びエメラダ達と合流。持ち前の人脈を生かし、各大陸要人との橋渡しを行うなど、準備に勤しんでいる。
猿江 三月（さるえ みつき） / サリエル
声 - 井口祐一
大天使の1人で、訂教審議会の象徴天使。
外見は青髪の小柄な男性。女好きなナルシストで、いわゆる「残念」な人。月に近づけば近づくほど力が倍増される体質で、固有能力「堕天の邪眼光（だてんのじゃがんこう）」は聖法気を打ち消し、天使をも堕天させることのできる強力なもの。それゆえ、聖法気の使い手には圧倒的な強さを誇るが、魔力の使い手とは相性が悪い。普段はラグエルが「堕天すべき」と認定した天使を実際に堕天させる役割を持ち、彼とコンビを組んでいた。恵美の“進化聖剣・片翼”を回収するため、マグロナルド幡ヶ谷駅前店の近くにオープンした「センタッキーフライドチキン幡ヶ谷店」店長・猿江三月に成り済まして機を窺っていた。鈴乃を服従させて恵美と千穂を誘拐し、聖剣を奪おうと目論むが救出に駆けつけた真奥が魔力を取り戻したことにより成敗された。
マグロナルド幡ヶ谷駅前店店長である木崎に一目惚れしており、恥ずかしいポエムを詠いながら毎食マグロナルド幡ヶ谷駅前店に顔を出すようになる等、木崎に対しストーカーまがいのアプローチを繰り返している。が、当の木崎からはその残念な性格から全く相手にされていない。度の過ぎた行為からついには出入り禁止を言い渡され、失意のどん底に叩き落されるが、千穂から木崎との仲を取り持つことを条件に「概念送受」の指南を依頼され、紆余曲折を経て出入り禁止を解かれる。その渦中、魔界主戦派が地球にやってきた折には一時的に真奥達と共闘した。木崎の夢と信念を聞き、心から感嘆してからは、木崎が認める男になるべく実直に働くようになり、既存の価値観を変化させていく。そのため天界とは袂を分かっており、エンテ・イスラ遠征の折には真奥達に対しても中立を貫く一方で、木崎と幡ヶ谷駅前商店街の守護を彼らに約束した。エンテ・イスラ編では千穂からの依頼で、笹幡北高校で起こった騒動の後始末、その過程で発覚した笹幡北高校を巡るトラブルを人知れず解決に導いている。
悪態はつかれつつもその実、彼の仕事人としての姿は木崎も認めるに至っており、「自身の独立開業にあたって社員として迎え入れたい」との木崎の申し出を受けこれを快諾、驚喜乱舞の喜び様を見せる。東京都渋谷区幡ヶ谷ヘブンズシャトー幡ヶ谷302号室在住。
人間だったころは母星の多国籍研究所「アル・ア・リジェ」の法務部に関わっていた。その記憶はサタナエルの反乱（大魔王サタンの厄災）以降改変されており、彼の堕天の邪眼光はイェソドによる施術が施された結果であることが最終巻で語られた。
雷翼月天（らいよくげってん）
聖法気を凝縮させた月光のレーザービーム。
月天鏡（げってんきょう）
月を利用した探索術。聖法気やセフィラには特に有効で、月の色が紫に変わる。

### セフィラの化身

#### 地球のセフィラ
志波 美輝（しば みき）
声 - 斉藤貴美子
ヴィラ・ローザ笹塚のオーナー。愛称はミキティ。真奥達の事情を察している節を見せるなど、謎多き人物。人間離れした容姿を持ち、彼女のオーラは何故か悪魔達を悶絶或いは失神させるほど強烈に作用する。ガブリエルの襲来によるアパート改修工事の折には、ビデオレターを介し姪の天祢を真奥達に紹介した。手広く事業を行っており、彼女の経営する関連会社がマグロナルド本社の筆頭大株主でもある。
オルバとルシフェルの襲撃の後、旅行と称してしばらく真奥達の前から姿を消していたが、エンテ・イスラ遠征の最終局面において皇都蒼天蓋に顕現。真奥達の窮地を救い、再び彼らを日本へ誘った。その正体は地球における11番目のセフィラ「ダァト」であり、アラス・ラムス達と同質の存在であることが天祢の口より語られた。西海大付属病院での会談においてはセフィラの真実の一端を語り、「イェソド姉妹の帰還がなされなければエンテ・イスラの『人類』は遠からず滅びる」との予言を伝える。
実は、17年前に地球に転移してきたばかりのライラを保護しており以後もエンテ・イスラからの転移を警戒していた。そのため、真奥や恵美が地球に流れ着いたことも当初から把握しており、特に地球に悪影響をもたらす可能性が高かった真奥達を危険視し、監視の意味でも笹塚周辺の不動産屋に働きかけてヴィラ・ローザ笹塚に招き入れたことを明かした。しかし悪事はおろか、順法精神旺盛で異世界からの脅威を積極的に排除してくれる彼らを目の当たりにし、信頼を置くようになる。エンテ・イスラの問題に対しては別惑星の事情のため当初は深く介入することを避けていたが、ライラよりエンテ・イスラで天使達が行っているセフィロトに対する非道を聞いたことにより認識を改め、真奧らを全面支持の方針に転換。セフィラの子供たちが起こす面倒事の後始末を積極的に引き受けている。
大黒 天祢（おおぐろ あまね）
声 - 甲斐田裕子
志波の姪。千葉県銚子の海の家「大黒屋」の臨時店長を務めている。大家である志波の紹介で、一時的に職と住居を失った真奥達の雇い主となる。叔母とは似ても似つかない容姿をしており、真奥達からは親類関係を疑われている。大らかで気さくな性格をしているが、「大黒屋」が開店前日にも関わらず何の準備も出来てない等大雑把な一面を持ち、普段の態度のせいか叔母である志波からは「放蕩娘」と呼ばれている。自身が一目置く真奥や千穂の尊敬を集める木崎に対し、妙な対抗意識を燃やしている。
本業は日本の死者の聖地を司る管理者。魔力でも聖法気でもない、地球由来と思しき圧倒的な「力」の使い手で、聖剣捜索のため来日したカミーオ麾下の悪魔達を圧倒した。地球上での実力はガブリエルをして敵わないと評され、「完成した黒」と称された。その正体は、地球のセフィラ・ビナーの化身・マムリドこと大黒天智が人間との間に儲けた子。
8巻においては渦中のヴィラ・ローザ笹塚に駆けつけ、芦屋を拉致すべく襲来したエンテ・イスラ東大陸軍を撃退。梨香の窮地を救い、芦屋の伝言を真奥に託した。真奥たちのエンテ・イスラ遠征に当たっては千穂と梨香の安全を彼らに約して見送り、千穂の求めに応じる形で地球のセフィラにまつわる真実を語った。エンテ・イスラの問題に対しては別惑星の事情のため当初は深く介入することを避けていたが、ライラよりエンテ・イスラで天使達が行っているセフィロトに対する非道を聞いたことにより認識を改め、真奧らを全面支持の方針に転換。神打ちの戦い発動後は真奥達のお目付け役として立ち回っている。志波家に居候するようになってからは大食いでやんちゃなセフィラの子供達の面倒を一手に押し付けられており、心労が絶えない。
ジョージ
天祢の叔父で地球のセフィラ・ティファレトの化身。イギリス人。19巻でイェソド姉妹が異変をきたして以降、志波に召集され彼女らの監視に当たっている。

#### エンテ・イスラのセフィラ
アラス・ラムス
詳細はアラス・ラムスを参照。
アシエス・アーラ
声 - 朝日奈丸佳
真奥が原付免許の試験会場で出会った少女。当初は「サトウツバサ」と名乗り、ノルドと行動を共にしていた。その実態は恵美の“進化聖剣・片翼”と対をなすもう一振りの聖剣でセフィラ・イェソドの化身にしてアラス・ラムスの妹。
容姿は中学生程度。姉と同じ銀髪と紫色の瞳を持つ。訛りのある日本語と賑やかな口調。ノルドを「オトーさん」、アラス・ラムスを「ネーサマ」、ライラを「オカーサン」と呼ぶ。カマエルやリヴィクォッコとの対決では、真奥を「ヤドリギ」として融合し、その姿を「進化聖剣・片翼」に変えた。無邪気かつ人懐っこいが、姉であるアラス・ラムスが聞き分けの良い子であるのに対し、自身の欲望に忠実で自由奔放な性格をしており、真奥をはじめ周囲を振り回している。特に食べることに関しては極めて意地汚い。
セフィロトを私物化した天使達のことは姉以上に猛烈に嫌悪しており、特に守護天使であるガブリエルに対しては隙あらば襲撃を繰り返している。エンテ・イスラ編では自らの聖法気と真奥の魔力が反作用を起こして一時融合不全に陥るが、魔力に偏ったイェソドの欠片を取り込むことで真奥との再融合を果たして天使達を撃退し、アラス・ラムスとの再会を果たした。帰還後は志波の計らいで、彼女の家に同居することとなる。19巻においては、エンテ・イスラ世界の情勢が大きく動き始めたことを機にイェソドに変調が生じ、アシエスには「暴食」という形で症状が発現。異次元レベルの食欲に加え、破壊光線を顔からまき散らす異常な暴走状態に陥る。ボーリングやカラオケといった娯楽方面に天性の才能があり、特にボーリングは初体験にもかかわらずパーフェクトゲームを記録している。
イルオーン
声 - 潘めぐみ
セフィラ・ゲブラーの化身の少年。鉄色の髪に一房だけ赤い筋が入っている。
イェソド姉妹と違い長く天使達の管理下に置かれており、守護天使カマエルの命令に従い魔界主戦派に協力し、ファーファレルロに伴われて真奥達の元に現れた。真奥奪還任務の傍ら、彼の行動に興味を持ち、子供らしい無邪気な反応を見せる。皇都蒼天蓋の決戦ではイェソド姉妹との戦闘を嫌い、行方をくらませた。その後、セフィラの気配に引かれ再度日本へ渡った彼はヤドリギの不在により力を暴走させ、恵美やライラに襲いかかるも自身も負傷し、ヴィラ・ローザ笹塚101号室で保護されている。その後回復を果たし、ユスティーナ夫妻保護のもと、イェソド姉妹と行動を共にしている。アラス・ラムスと同じく聞き分けは良く大人しい少年だが、アシエスに負けず劣らずの大食漢。
ウツシハラ
ダァトの化身の少年。漆原（ルシフェル）そっくりの姿で顕現したことから真奥が名付けた。千穂を頂点会議を主宰しエンテ・イスラ人類を一つの概念として纏め上げた存在として認め、彼女の持つイェソドの欠片から誕生した。ルシフェルの姿で顕現したことで、イグノラ達の目論見通りセフィロトは天使族を選ばれた人類として認めたものと作中人物達は誤解するが、それは「天使族も含めてエンテ・イスラ人類である」と認めたセフィロトの判定であった。漆原ほどではないが、かなりドライな性格。
エレオス
セフィラ・マルクトの化身の少女でニュクスの姉。白髪に一房だけ黄色と黒の混ざった前髪を持つ。ダァトがルシフェルの形で顕現したことでセフィロトが天使族を選別したものと思い込み、天使達への協力を決意。カマエルをヤドリギとして魔王達の前に立ちふさがり、アシエスと壮絶な姉妹喧嘩を繰り広げる。セフィラの子達が知るマルクトは元々は彼女一人であった。性格は生真面目。
ニュクス
セフィラ・マルクトの化身の少女でエレオスの妹。一房だけオリーブ色と濃い赤褐色の混ざった前髪を持つ。イグノラ達がセフィロトの樹を管理下に置いた後に生まれた存在で、イグノラを母親のように慕っている。東大陸皇都蒼天蓋・魔界地下施設の2度に渡り宇宙服を纏った姿で真奥達の前に立ちふさがり、真奥・恵美とイェソド姉妹の繋がりを断ち連れ去ろうとした。性格は破天荒で無邪気。

#### その他のセフィラ
カイエル
シェキーナ
天使達の故郷である月の入植都市アル・ア・リジェに派遣されてきた少年と少女。母星人類を風土病から救うため日夜研究に励んでいた天使達に協力し研究を進歩させるが、対策の完成前に突如として姿を消す。その正体は、イグノラ達の母星のセフィラの化身であり、カイエルがイェソドの少年、シェキーナがマルクトの少女である。二人は風土病を「人類の危機」と判断して正体を隠してイグノラらに協力し、風土病への対抗策だけを作らせる予定であった。しかし二人の不可解な経歴や天才性を不審に思ったイグノラとサタナエルは、二人が未知の遺伝子を有する別種の人類であることを突き止め。このことを皮切りに月のセフィロトの樹を発見、その研究は風土病への対抗策の域に留まらない、不老不死の技術を全人類へと適応させるための研究へと発展していった。不老不死の技術を「人類の危機」と認定した二人はその後、研究成果を抹消すべく研究所を襲撃。大勢の犠牲者を出したが、激戦の末、二人はサタナエル達に敗北。二人の襲撃は不老不死技術の独占を目論み極度の緊張状態にあった母星の各国から「研究成果を奪おうとする他国の襲撃」と判断され、十数年に及ぶ世界大戦を誘発。セフィロトの樹も枯死し、二人は人類が終わることをダァトに謝罪しながら消滅した。

### エンテ・イスラの人物

#### 勇者の家族
ノルド・ユスティーナ
声 - 斧アツシ
エミリアの父。天界の野望を阻止するため奔走する妻ライラの意思を汲み、男手一つでエミリアを育てていた。魔王軍のスローン村侵攻により死んだと思われていたが実は存命しており、天使達からイェソドの欠片（アシエス）を守るため、ライラの手引きで日本へ渡る。日本では「サトウヒロシ」を名乗り、三鷹で新聞配達をしながら暮らしていた。偽名は日本で世話になった男の姓にあやかったもの。ライラを心から愛し信頼しており、言葉の端々からその様子（惚気）がうかがえる。
8巻にて偶然真奥と接触を果たすこととなるが、まともな会話をする間もなく、ガブリエル一党に拉致されてしまう。その後、真奥と芦屋によって助け出され、恵美と共に日本へ帰還した。アラス・ラムスから「じーちゃ」と呼ばれることには戸惑いを隠せないでいる。日本へ帰還後はヴィラ・ローザ笹塚101号室に引っ越してきた。恵美とライラの確執には深く入り込まないようにし、2人の意思で解決していくことを望んでいる。
ライラ・ユスティーナ
声 - 井上喜久子
エミリアの実母である大天使。セフィラ・イェソドの欠片を世界中にばらまいた張本人。容姿は二十代後半の、銀髪でグラマーな美女。その昔、瀕死の重傷を負っていた幼少時の魔王を助け、文字を始め様々なことを教えた。別れ際、イェソドの種子を彼に託し、のちに旧魔王城で成長した植物よりアラス・ラムスを回収。日本にいる真奥達の元へ送り届けた。おおらかで正義感が強く純粋な人物であるものの、その思考や行動は何事につけても短慮で脇が甘く、作中人物達から度々不評を買っている。
元は天使達の出自である母星の多国籍研究所「アル・ア・リジェ」の医療スタッフであったが、保身のためエンテ・イスラとセフィロトを私物化するイグノラ派のやり方に耐えきれず、サタナエルに協力し反乱に参加。以降はイェソドの欠片を進化の天銀として大法神協会に語り継がせるなど、何百年にも渡って天界への対抗策を練り続けていた。恵美やノルド以外にもイェソドの欠片を多くの人間たちに託しており、天界に察知されそうになる都度、自身が囮となり彼らの目を欺いていた。それまで幾度となく天界から追われていたが、5巻において日本滞在中であることを察知されたため、彼女を堕天裁定すべくラグエルが来日。これに対し真奥達に魔力供給を行う他、ラグエルのソナー直撃を受け入院中であった千穂に協力を要請、彼女にイェソドの欠片をあしらった指輪を渡し、その指輪を媒介として彼女に力を授けてラグエル達を撃退した。自身の与えた知識が魔王のエンテ・イスラ侵攻の遠因となってしまったことに心を痛めており、事件後、千穂を通じて彼に謝罪の意思を伝えるとともに、「エンテ・イスラのダァトを見つけて」との伝言を残して再び姿を消した。
志波と異世界人達の会談においては、打倒イグノラの協力を仰ごうと再び千穂を通じて真奥達に接触を図ろうとするが、真奥に企みを喝破され失敗。身柄を拘束された上、実娘恵美から強烈な往復ビンタを食らう。度重なる自身の軽率な行動から恵美達に完全に拒絶されてしまい途方に暮れるも、暴走したイルオーンとの戦闘で窮地に陥った恵美を身を挺して庇い、重傷を負う（この際、真奥から魔力による治療を受けたことで髪の色が銀色から紫へ変化してしまった）。その後も志波らの協力を得て、真奥・恵美との交渉の機会を得ようとするも、直接会話に二の足を踏む恵美を前に状況は膠着。13巻にてようやく真奥との交渉の機会を得るも、自身の素性を明かそうとしない態度にやはり警戒を持たれることとなったため、契約に先立って素性を明かすことを確約。徐々に恵美との母娘としての距離を縮めてゆく。
日本での彼女はイギリス出身の帰化外国人「ライラ・ユスティーナ」の戸籍を取得。志波の計らいで看護師として西海大学医学部付属東京病院に勤務している。東京都練馬区ロイヤル・リリー・ガーデン豊玉306号室在住（ヴィラローザ笹塚同様、こちらも志波の所有物件である）。私生活は極めてだらしなく、自室は汚部屋（おへや）状態。

#### 悪魔
魔王サタン
詳細は真奥 貞夫（まおう さだお） / サタン・ジャコブを参照。
悪魔大元帥アルシエル
詳細は芦屋 四郎（あしや しろう） / アルシエルを参照。
悪魔大元帥ルシフェル
詳細は漆原 半蔵（うるしはら はんぞう） / ルシフェルを参照。
悪魔大元帥アドラメレク
声 - 杉崎亮
魔王軍四天王の1人。牛頭の巨人の姿をした悪魔で、テレビアニメ版では大斧を持つ姿で描写されている。エンテ・イスラ北方攻略を任される。
元は魔界の豪族「蒼角族」の長でアルシエル率いる「鉄蠍族」と長年に渡り抗争を繰り広げていた。幼いサタンと一騎討ちを行い、彼の決死の説得を受け魔王軍に参加。軍黎明期より主戦力として活躍する。カミーオ同様柔軟な思考の持ち主であり、アドラメレクの決断は結果として一族を絶滅の危機から救うこととなった。戦闘では蒼角族の神祖より伝わる超大型アックス「アドラメレキヌスの魔槍」を振るい、水や氷を自在に操る魔術を駆使して戦う。
エンテ・イスラ遠征においては魔王の命令を忠実に守り、彼の部隊は騎士団以外には手を出さなかったため、北大陸での人間側の被害は東と並び少なかった。北大陸侵攻後は血気にはやる岳仙兵団達を諌め、民の命をいたずらに奪うことなく支配を継続した。武人としても為政者としても優れたその将器は敵であるアルバートをして、「彼が人間であと300年早く現れていれば、北大陸には大国ができていただろう」と言わしめるほど。作中では故人。
氷の魔装（こおりのまそう）
周囲の液体に魔力を通して体表上に集め凍らせ己が鎧とする、アドラメレクが得意とする氷魔術。
悪魔大元帥マラコーダ
魔王軍四天王の1人。テレビアニメ版ではローブを纏った姿で描かれている。エンテ・イスラ南方攻略を任される。南大陸ではマラコーダ軍による殺戮の嵐が吹き荒れていたと言われた。
元は魔界の豪族「マレブランケ族」の筆頭頭領格。幻惑術に長けた族の中にあってはひときわ魔術に長けており、火炎の魔術や質量をもった分身を作り出すことができる。性格は狡猾でややマッドサイエンシスト的なところがあり、戦闘よりも知的探求心を優先させてしまうきらいがある。一族ごと魔王軍参入後はカミーオの後釜として四天王に選ばれた。作中では故人。
悪魔大尚書カミーオ
声 - 緒方賢一
魔王軍の軍師で元四天王。魔王軍結成前からサタンに付き従っていた最古参の老将で、エンテ・イスラ侵攻後は魔王の代理人として魔界を守っていた。魔界のあらゆる部族の言語や習俗に精通し説得や交渉に長ける悪魔。性格は温厚であり、公平な判断力を持ち人間に対しても偏見を持たない柔軟な思考をしている。
魔鳥族「パハロ・ダェニィーノ族」の長として魔鳥将軍の二つ名を持つ。魔王軍がまだ小規模な戦士団だった時から後見人としてサタンを支え続け、アルシエルが魔王軍入りして軍事を取り仕切るようになると、四天王の座を退き、部隊内の調停・組織改革（ワイバーンのライセンス制の導入など）に尽力し、魔王軍を一大組織にまで育て上げた。
サタン無き魔界が主戦派と穏健派に分かれた後、その調整に奔走する。また異世界に争いを持ち込むことを避けるため、主戦派に先んじて聖剣を確保しようと地球に姿を現すが、天祢に迎撃されてしまう。運良く真奥たちと再会したものの、傷の影響で魔力を失って小さな鳥の姿となってしまった。その後魔剣の力によって魔力を取り戻した真奥の力で元の姿を取り戻し、魔剣を預けられて開けられたゲートで帰還した。神打の戦い始動後は魔界で大魔王サタンの遺産捜索の指揮をとっていたが、遺産の鍵を握るレンベレルレベルベ族「キナンナ」との接触において、彼の奇襲を受け深手を負い、再度日本へやってきた。
キナンナ
古の大魔王サタンがかつて使役していた魔獣。ワニのような厳つい身体つきだが、魔力を失うと身体が縮み、大きめのトカゲのような姿になる。レンベレルレベルベ族最後の生き残りでもあり、その名は大魔王サタンの遺産のひとつ「アストラルジェム（レンベレルレベルベの首輪）」として伝わっていた。伝承のとおり、彼の首には大魔王が作った秘宝「アストラルジェム」が、直接喉に埋め込まれる形で装着されている。大魔王サタン亡き後も長きにわたり、彼が魔界に建造した地下施設を守り続けていた。17巻において遺産捜索に訪れたカミーオを彼の父カムイニーカと勘違いして襲い掛かり、日本まで追いかけてきた。その騒動の後、トカゲの姿となった彼を情報収集のため魔王城で一時保護することとなる。悠久の刻を生き続けていることで認知症の傾向が見られ、行動や言動はもはやボケ老人のそれと同じである。
バーバリッティア
声 - 新垣樽助
悪魔大元帥マラコーダの側近にして、彼亡き後のマレブランケ族筆頭頭領格。魔王の仇を討ち、エンテ・イスラに再侵攻しようとする主戦派を率いる。オルバらによって扇動され、カミーオたちと袂を分かち、新生魔王軍を名乗り部下のマレブランケ一党と共に東大陸を制圧した。ファーファレルロを通じ「魔界へ帰還せよ」との真奥の命令を無視し皇都蒼天蓋城に留まるが、オルバらに裏切られ、戦力をズタズタにされた挙句激昂するという醜態を晒す。アルシエル帰還後、イェソドの欠片より造られし聖剣が聖法気だけでなく魔力によっても扱える事実を彼に告げる。蒼天蓋城での決戦時には自身を謀ったオルバを牽制し天界勢力撃退後、魔王に恐縮しながら魔界へと帰還していった。魔界へ帰還後は不祥事の責任を取り筆頭頭領格を辞任、ファーファレルロにその座を譲った。魔王軍参加前はマラコーダ派に属する構成員であった。
チリアット
声 - 山本兼平
マレブランケ族の頭領格の1人。策を練らず堂々と一騎討ちを好む隻眼の武人。マレブランケ族の中では空戦に特化している。エミリアの聖剣を求めて大部隊を率い、千葉県銚子犬吠埼の地に姿を現す。魔王への忠誠は深く、魔王の仇を討とうとエミリアに一騎討ちを挑む。後に魔王の健在を知りカミーオと共に魔界へ帰った。天界勢力撃退後は神打ちの戦いに合わせ再度エンテ・イスラに召集され、空中からの偵察任務などに当たっている。魔王軍参加前はマラコーダ派に属する頭領格であった。
ファーファレルロ
声 - 杉田智和
マレブランケ族の一人で、エンテ・イスラ侵攻以降に新しく頭領格の一人となった。愛称は「ファーレ」。地球では銀縁の伊達眼鏡に紺色のスーツ姿に七三分けと、昭和中期のサラリーマン姿で真奥の下に参じた。セフィラ・ゲブラーの化身であるイルオーンを伴い真奥を迎えに来たが、千穂の強い信念と真奥の説得により見識を改め、エンテ・イスラへ引き上げた。彼の進言はバーバリッティアに黙殺され、結果主戦派は窮地に立たされるが、色を失うことなく、帰還したアルシエルを冷静に補佐した。天界勢力撃退後、魔王への忠誠を改めて誓い、魔界へと帰還した。その後はバーバリッティアの後任としてマレブランケ族筆頭頭領格に就任。神打ちの戦い発動にともないエンテ・イスラに召集され、魔王軍側の代表格として悪魔達を統率し、準備に当たっている。囲いの長・ディンデムウルス参入後は連絡役として再び人間の姿を取り、彼女の側近として仕えるようになる。魔王軍参加前はマラコーダ派に属する構成員であった。
リヴィクォッコ
声 - 乃村健次
マレブランケ族の頭領格の1人。カマエルと共に千穂のいる笹幡北高校に現れ、突風や幻術で陽動役を担った。あらくれ者だが思慮が浅いわけではなく、自身の名前を上手く発音できない千穂に特訓を施すなど、なかなかに憎めない性格。天使との共闘にはあまり乗り気ではなかった様子で、板挟み的立場であることを真奥に指摘されていた。真奥との戦闘で片腕を失い、皇都蒼天蓋に帰還してからは統一蒼帝の警護に当たっていた。本来であれば魔力によりすぐに片腕が再生するにも関わらず、治りが普段より遅いことで世界に何かしらの異変が生じていることを朧気ながら察していた。天界勢力撃退後は神打ちの戦いに合わせ再度エンテ・イスラに召集される。アドラメレキヌスの魔槍回収作戦の終盤において、魔術でアドラメレクの幻影を出現させる大役を担う。ファーレの人型が七・三であったのに対し、彼の人型は五・五の髪型。魔王軍参加前はマラコーダ派に属する頭領格であった。
神討ちの戦い発動後、千穂を含む従業員の大量離職に伴うマグロナルドの人手不足解消のために日本に呼ばれ、「真奥の後輩のイタリア人留学生、リヴィクォッコ・マレブランケ」としてマグロナルドに就業。後に続く悪魔達のモデルケースとなるべく人間社会を学んでいる。食事は焼きそばやお好み焼きなどの大味なものを好む。
クァルカブリーネ
マレブランケ族の頭領格の1人。豊かな蓬髪をもつ魔界では極めて珍しい女性戦闘員。幻惑術に長けたマレブランケ族にあってひときわ幻覚魔術に特化している。魔王軍参加前はその優秀さから事実上、マラコーダの側近兼秘書官的な役割を担っていた。エンテ・イスラ侵攻後の消息は不明。
ルビカンテ
マレブランケ族の頭領格の1人。大柄で赤い体躯の戦士。幻影魔術よりは力押しに特化したパワーファイター。魔王軍参加前のマレブランケ族はマラコーダ派とルビカンテ派に大別されており、水面下では筆頭頭領格の座を狙っていた。とはいえマラコーダと仲が悪いわけではなく、互いがその力を認め合い、部族内での政治的バランスは図られていた。エンテ・イスラ侵攻後の消息は不明。
ルビカンテ派頭領格には下記ドラギニェツィーノのほか、グラッフィアカーネ、カニーチャオの３名がいたが、前者もエンテ・イスラ侵攻後の消息は不明、後者は魔界過去編において戦死している。
ドラギニェツィーノ
マレブランケ族の頭領格の1人。バーバリッティアに賛同し蜂起した魔王軍主戦派のメンバーで、東大陸制圧後は各主要都市に駐軍していた。魔王軍参加前はルビカンテ派に属する頭領格であったが、性格は粗野で短絡的であり、マラコーダからは蛇蝎の如く嫌われていた。後にファイガン義勇軍の奇襲を受け絶命。台詞を与えられたネームドキャラにあって作中時間内で死が描かれた希有な存在である。
スクルアミリョーニィ
マレブランケ族の頭領格の1人。バーバリッティアに賛同し蜂起した魔王軍主戦派のメンバーで、東大陸制圧後は各主要都市に駐軍していた。魔王軍参加前はマラコーダ派に属する構成員であった。ドラギニェツィーノと違い過去編においても活躍の場は描かれていない。後にファイガン義勇軍の奇襲を受け絶命。
ベリャンザ
魔王軍遊撃隊隊長の子鬼族。短刀技術以外秀でた能力は持たないが、集団を纏める口の上手さと頭の回転の良さから魔王に才能を見いだされた「適材適所」の成功例。
デルグリフ
魔王軍作業場で働くトロル族。金属の鍛造から革布の縫製までなんでもこなす。種族に似つかわしくもなく手先が器用なことから魔王に才能を見いだされた「適材適所」の成功例。
イルヒュム
ギンガム
鉄蠍族の戦士達。聡明期の魔王軍との戦闘において、魔界の歴史上初めて捕虜となった。彼らの懐柔に成功したサタン達は鉄蠍族との戦いで勝利を収めた。

#### 天使
大天使ライラ
詳細はライラ・ユスティーナを参照。
大天使サリエル
詳細は猿江 三月（さるえ みつき） / サリエルを参照。
大天使ガブリエル
声 - 子安武人
セフィラ・イェソドの守護天使。外見はトーガを纏った巨漢の青年。日本滞在開始後は「I Love L.A.」と書かれたTシャツを一緒に着用している。「大魔王サタンの災厄」前に生まれたとされる第一世代の天使。
能天気でマイペースな性格。任務遂行にあっては極力戦闘を避け、対話でことを進めようとするなど基本的に天使内では穏健派。イェソドの守護天使であるが、化身である姉妹からは蛇蝎の如く嫌われている。武器は「聖剣デュランダル」。全盛期の真奥を凌ぐ戦闘力を持ち、加えて戦闘技術は自身を上回る戦闘力をもつ恵美を手玉にとるほど。
イグノラの命でアラス・ラムスを取り返すために天兵連隊数名を率いて地球に降り立つが、聖剣と融合し回収困難となり断念。その後はネットカフェを拠点として日本に滞在し、「古の大魔王サタンの遺産」捜索任務、ラグエルのライラ捜索・堕天裁定任務支援など、地球で天界側が起こすアクションのほぼすべてに関わっている。立場上真奥達とは互いに相反しているが、時折彼らに有益な情報をもたらすことがある。8巻においては魔界主戦派や人間勢力と手を組み真奥不在のヴィラ・ローザ笹塚を襲撃、芦屋とノルドを東大陸へ連れ去った。
元は母星の多国籍研究所「アル・ア・リジェ」の警備主任であり、思想的にはエンテ・イスラとセフィロトを私物化するイグノラ派よりも、科学者理念を重んじ計画に反対するサタナエル派寄りであった。しかし、両者の対立が武力衝突に発展したサタナエルの反乱「大魔王サタンの厄災」時には同胞を裏切ることができずにサタナエル派には組せず、天界に残ることを選んだ過去を持つ。以降、ライラとは別のアプローチで天界を救おうと、本心を隠してイグノラの命令に従っていた。エンテ・イスラ編において遂に行動を起こし、芦屋には天界による一連の騒動が民衆の信仰心底上げを狙ったプロパガンダであること、自身の目的が魔王という不確定要素を用いた計画の妨害であることを明かしたうえで協力を要請。目論見通り真奥の登場によってイグノラ達の計画を阻止に導いた。
その後は皇都蒼天蓋の戦いで負傷し、気絶したまま志波によって日本に連れ帰られた。天界へ帰還出来なくなったこともあり、志波家の従者として真奥達との人間関係に根を下ろしているが、相変わらずアシエスからは辛い仕打ちを受けている。神打ちの戦い発動後はライラとも協力しながら、エンテ・イスラで準備に勤しんでいる。
天使ラグエル
声 - 松風雅也
「堕天をすべき天使」を裁定する役割をもつ“監視者”。その役目ゆえ、普段はサリエルとコンビを組んでいた。戦闘能力はそれほど高くない。容姿は長身に紫の瞳、レザースーツに紫の一本筋が入ったアフロヘアーという奇抜な出で立ち。性格は傍若無人で、天界の安寧と保身のためなら周囲の被害を省みない、作中の天使像を象徴する存在。
かねてより素行を問題視されていたライラを堕天させるべく来日。彼女を探すためにテレビ電波を介し『概念送受』を日本中に撒き散らしたが、ライラの力を借りた千穂の弓矢によって負傷し撤退する。8巻においてはオルバと共謀して魔界主戦派を先導し、エンテ・イスラ東大陸の動乱に暗躍する。その後の皇都蒼天蓋での戦いで真奥に敗北後、謎のゲートに吸い込まれて姿を消した。最終巻においては、イグノラによって他の天使達とともにセフィロトの聖法気動力源として封印されてしまう。
大天使カマエル
声 - 小林親弘
セフィラ・ゲブラーの守護天使。黒鉄の三叉槍に赤い全身鎧、フルフェイスの鉄仮面と、天使というより鬼将軍といった出で立ち。非常に保守的で天界の危機でもない限り動くことはないと言われていたが、恵美の誘拐を機に東大陸軍や新生魔王軍と結託して千穂のいる笹幡北高校に降り立つ。千穂や鈴乃を何の躊躇いもなく焼き殺そうとするなど、冷徹で好戦的。仮面の下の素顔は顔の半分以上が火傷の痕に覆われた壮年の男性。
赤い鎧と黒鉄の槍を持つ天兵連隊を率い、芦屋拉致の時間を稼ぐべく陽動作戦を展開。駆けつけた真奥と戦闘に入った際、「サタン」という言葉に狂乱を起こし襲い掛かるも、アシエスと融合した真奥には敵わず、撤退。その後の皇都蒼天蓋での戦いで再び狂乱し真奥に襲いかかるが全く刃が立たず敗北。その後謎のゲートに吸い込まれて姿を消した。ゲプラーの化身であるイルオーンを完全支配下に置いていると周囲に語っていたが、蒼天蓋の決戦ではイルオーンは彼に味方せず、行方を眩ませた。天界での決戦においては天界側に残された唯一の防衛戦力として、マルクト・エレオスと融合し真奥達の前に立ちふさがるが、イェソドの真の力を解放させた恵美の一撃によって完全に聖法気を失い堕天した。彼のサタンへの激高理由は妻の死であり、サタナエルの反乱を機に妻を亡くしたこと、0-Ⅱ巻で登場したマレブランケの里宝物蔵に安置されていた遺体が彼の妻であったことが、最終巻において明かされた。
大天使サンダルフォン
セフィラ・マルクトの守護天使。天界勢力の中では高齢の男性。長らくイグノラを支え続けたが、魔王軍侵攻時に相次いでセフィロト選定計画に不確定要素が生じたことから、次第に彼女と対立するようになる。
大天使イグノラ
天界の統治者で全ての天使たちの頂点に立つ存在。神。サタナエルの妻であり、ルシフェルの母親。いつしか人が手を出してはいけない領域に踏み込み、セフィラを独占するまでに至った。
天使達の正体はエンテ・イスラとは別惑星の人類であり、母星に蔓延した風土病により絶滅の危機に瀕した人類を救うべく、最高位の科学者であった彼女は月に設置された多国籍研究所「アル・ア・リジェ」の責任者に任命される。ある日現れた母星のセフィラの化身・カイエルとシェキーナの協力によりセフィロトの樹を研究、不老不死の技術発見に至る。人類を救済し得る研究成果であったが、技術の独占を目論んだ母星の各国は緊張状態に突入、さらには想定外の研究成果であった不老不死の技術を抹消するためカイエルとシェキーナにより研究所が襲撃され、ついに母星は世界大戦に発展、母星のセフィロトの樹も枯死してしまう。絶望したイグノラらは入植都市の住民を引き連れ、母星を見限り逃亡。永きにわたる宇宙漂流の末、エンテ・イスラに辿り着く。長年の漂流生活で疲弊し、再度セフィラに否定されることを恐れた彼女は今度こそ自分達の安寧な世界を樹立すべく、エンテ・イスラのセフィロトを独占。やがてその狂気はセフィラ・マルクトを使っての人体実験（のちの悪魔の祖先を生み出す）にまで及ぶようになり、科学者倫理を重んじる夫サタナエルと決別、アル・ア・リジェはイグノラ派とサタナエル派に分裂し激戦の末、サタナエル派を粛正する。サタナエル派を退けた後は未だ原始生活段階にあったエンテ・イスラ人類に対し、科学技術と法術文明を駆使して大法神教会を樹立。自身と研究員たちを「神」「天使」として崇めさせることで、聖法気の長期的な産出、および、神として自分たちがエンテ・イスラ人類の上位に君臨することで、来るべきセフィロトの人類選定にあたり天使族を選定させるべく画策。以来、今日に至るまでエンテ・イスラの歴史に裏から暗躍し続けていた。
魔王軍エンテ・イスラ侵攻を機に、ライラの妨害により狂いの生じたセフィロトの天使族選定計画を是正すべく、オルバと接触。以降もエンテ・イスラ東大陸動乱、大法神教会扇動による聖戦の発動など、あらゆる手段を用いて計画の成就を目論む。最終巻においてはダァトが息子ルシフェルの姿で顕現したことで、セフィロトに天使族が選定されたものと思い込み計画の成就を確信していたが、ダァト・ウツシハラより「選定されたのは天使族を含めたエンテイスラ全ての人類である」との真実を明かされ、失意のうちに身柄を拘束された。
サタナエル・ノイ
真奥の前に魔界を統治していた先代の魔王「古の大魔王サタン」そのひと。天界で禁忌とされている「大魔王サタンの厄災」を起こした首謀者で、イグノラと激突の末、絶命した。
もとは母星の多国籍研究所アル・ア・リジェの研究員で、イグノラの夫であり、ルシフェル（漆原）の父親。公明正大で気さくな人物であり、”天才のイグノラ、努力のサタナエル”と賞されるほど彼らは研究所の中心人物であった。イグノラとは風土病への研究を進める内に相思相愛となり、一人息子ルシフェルを設ける。武術にも長けており、カイエルとシェキーナが来襲した際はカマエルやガブリエルらと迎撃に当たった。
やがて母星の各国は不老不死の技術を巡り全面戦争に突入、戦災から逃れるためイグノラ達と宇宙を漂流しエンテ・イスラにたどり着く。科学者倫理を重んじる彼は先の反省から『不老不死を捨て、新天地で人間として生きていくべき』と主張しイグノラと対立。次第に狂気に染まっていく妻イグノラと決別しセフィラ・イェソドのサンプルを奪取、ルシフェルと同調する仲間達、イグノラの人体実験によって変質させられたエンテ・イスラ人類（のちの悪魔の祖先）を引き連れてクーデターを起こし、自らが作り出したもう一つの月（魔界）へ逃亡したのが「大魔王サタンの厄災」の真相だった。

#### 大法神教会

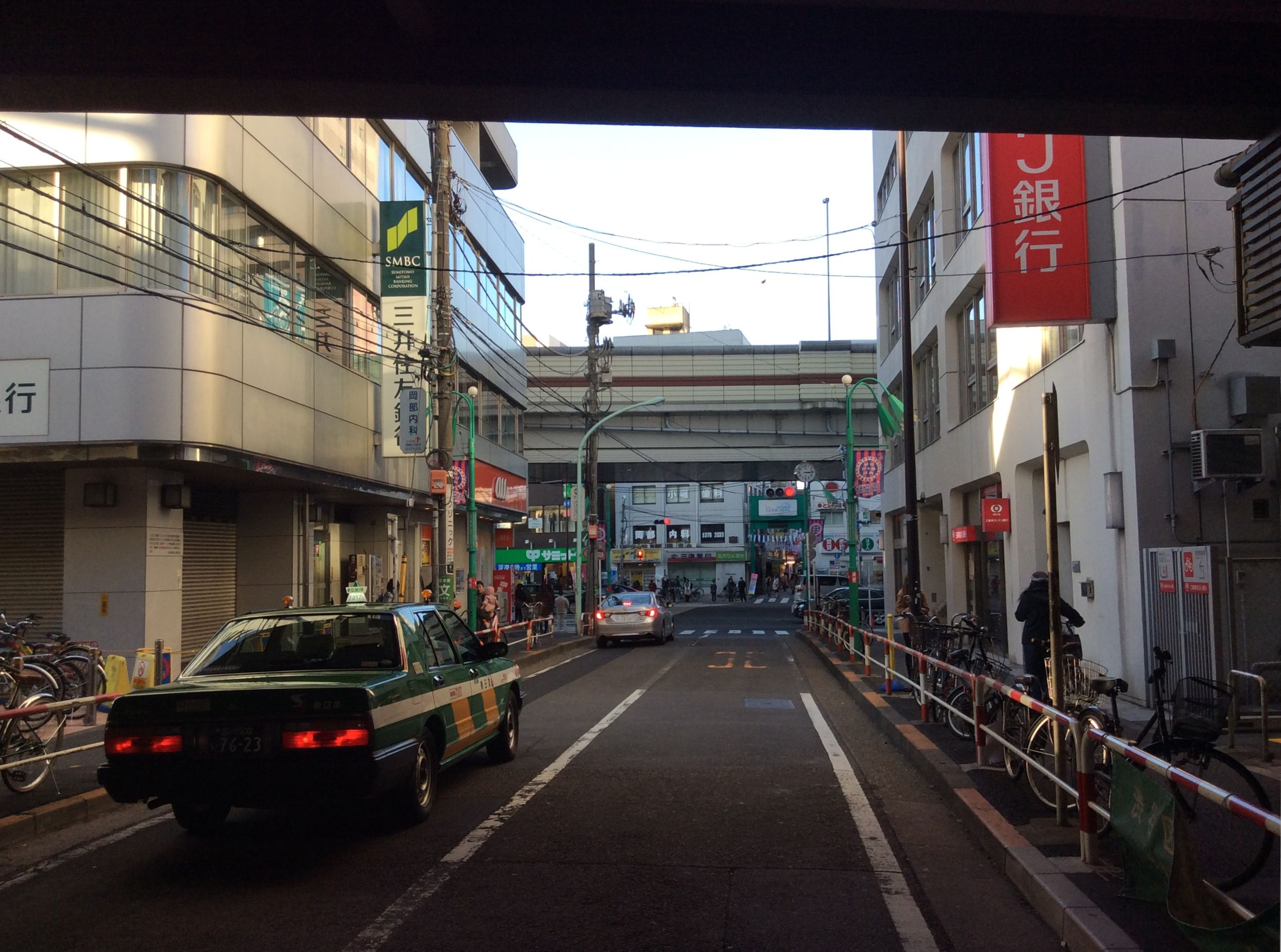
作品の舞台となる東京都渋谷区笹塚の首都高速4号新宿線と国道20号。アニメ版では真奥と遊佐がオルバらと戦ったシーンなどで登場する

勇者エミリア・ユスティーナ
詳細は遊佐 恵美（ゆさ えみ） / エミリア・ユスティーナを参照。
訂教審議官クレスティア・ベル
詳細は鎌月 鈴乃（かまつき すずの） / クレスティア・ベルを参照。
大神官オルバ・メイヤー
声 - 宝亀克寿
エミリアの「元」仲間。西大陸大法神教会「6人の大神官」の1人で外交・宣教統括の大神官。神官らしく剃髪している。法術士として、60歳手前でありながら全盛期の実力を保持していることに加え、エンテ・イスラ全体でも何人もいない「増幅器無しでゲート術を使える人間」の一人で、鈴乃からは「超人を通り越して化け物」と評される。その一方、本人は知略家気取りでいるが、その実ありきたりかつ分かりやすい策謀であり真奥には「B級映画並みの安直な脚本」とその幼稚な策略をこき下ろされた。
外交宣教部にあって教義と現実の矛盾に直面し続けた彼は、天界や天使が伝説ではなく人間世界と変わらない俗物的な存在である可能性を早くから疑っていた。自身の仮説のカギとなる「進化の天銀」の研究を進めていたが、奇しくも聖剣の勇者出現・堕天使ルシフェルとの遭遇、そして天界の長イグノラからの接触によりその仮説を確信に変え、自身も「神に成り得る」との野心に取りつかれる。以降、魔王軍侵攻という事態をも利用し、野望成就のため策略を巡らせてゆく。
魔王を撃退したのちは、自身の野望の障害となるエミリアをゲートに隔離。彼女が死亡したとエンテ・イスラに公言した。その後、密かに匿っていたルシフェルと共謀して日本に渡り、エミリアから聖剣を奪い魔王と共に抹殺し、ルシフェルと一緒に天界へ献上して恩情で天使になることで、人々の信仰心を利用して大法神教会とエンテ・イスラを支配しようと目論む。しかし、共闘した2人の前に野望を砕かれ、そのまま逮捕された。
その後、脱獄してエンテ・イスラに戻り、天界監視のもとイェソドの欠片を集める補佐をし、ラグエルと共に魔王軍強硬派を煽動し東大陸制圧に暗躍。遂には恵美の弱みを握り、彼女とアラス・ラムスを東大陸ファイガン軍港に軟禁する。恵美を勇者として再び担ぎ上げ、悪魔から東大陸を解放するというプロパガンダ構築のため、皇都蒼天蓋に向け侵攻を開始するが、芦屋の奸計と真奥の圧倒的力量の前に計画は失敗。エメラダにより罪を暴かれ、身柄を拘束された。その後は自身が野望に憑かれるまでに至った経緯をエメラダに自白している。
テレビアニメ版では上記の逮捕後の経緯が独自に描かれている。逮捕後の入院中、警察の目を逃れて再び真奥と恵美の抹殺を目論み、漆原に接触。漆原の提案で、月を法術によって擬似的に接近させることでサリエルの援護を図るも、漆原の目論見通り巨大化した月による混乱の中で生まれた人々の怯えや恐怖、怒りによって真奥も力を取り戻したことで失敗し、漆原に叩きのめされた。
大神官ロベルティオ・イグノ・ヴァレンティア
声 - 仲野裕
6人の大神官筆頭。司教座統括の大神官で6人中最も高齢。心臓も弱く、オルバの不祥事と魔王と勇者の生存の報を聞き、あの世に旅立とうとするくらいショックを受け、オルバの不祥事の後始末と、魔王と勇者の処断をクレスティア・ベルに命じた。エメラダ背教審理騒動の折には、再びショックから寝込んでしまった。神打ちの戦いの発動後、教会を代理戦争の先兵とすべく画策する天界勢力によって暗殺される。
大神官セルヴァンテス・レベリーズ
声 - 御園行洋
6人の大神官の1人。農政統括の大神官で6人中最も若輩。アニメでは異端審問会への非難を責任者オルバの不在と訂教審議会への改名で乗り切ろうとする狡猾な人物として描かれている。魔王軍西大陸侵攻時には自ら先陣を切り戦場に立つなど、狡猾な野心家としての側面だけでなく武勇も兼ね備えた為政者。エメラダ背教審理騒動の折には、教会不祥事の火消に奔走する羽目になった。神打ちの戦いの発動後、教会を代理戦争の先兵とすべく画策する天界勢力によって先導され、聖戦と称して教会騎士団を中央大陸へ派兵する。当初は神打ちの戦いにおける人間勢力最大の難敵と目されていたが、教会騎士団と東大陸八巾騎士団との武力衝突が目前に迫る中、「頂点会議」に最後のエンテ・イスラ要人として招かれ、エンテ・イスラ全土を巻き込んだ全面戦争は回避された。
大神官セザール・クァランタ
大神官バーディグリス・キリコ
大神官マウロ・ヴァッリ
声 - 高橋良吉
いずれも当代6人の大神官構成メンバー。それぞれ担当政務が異なっている。騎士団統括以外の大神官2人はアニメ版に登場している。
教会騎士団長ガリウス
大法神教会騎士団の長にしてエミリアの師。また初陣からセント・アイレ開放作戦までの間、エミリア・オルバと共に魔王軍と戦った最初の仲間。聖剣の勇者として教会に召し上げられたばかりでまだ幼かった彼女を、不器用ながらも時に厳しく、娘を気遣う父親のように優しく見守り続けた。エメラダ・ルーマック救出作戦の折、罠を張っていたルシフェルの奇襲によって深手を負う。エミリアのことをエメラダに託し、彼女達を逃がすために自身は命と引き換えにルシフェルを足止めし猛攻を受け、最後までエミリアの身を案じながら壮絶な最期を遂げる。彼との死別を通じ、エミリアは勇者として大きな成長を遂げた。
鉄光縛鎖（てっこうばくさ）
聖法気による光の鎖で対象の動きを封じる法術。

#### セント・アイレ帝国
宮廷法術士エメラダ・エトゥーヴァ
詳細はエメラダ・エトゥーヴァを参照。
五大陸連合騎士ヘイゼル・ルーマック
セント・アイレ帝国の近衛騎士団長。魔王軍撃退後は、西大陸代表として五大陸連合騎士団に参加、総指揮官の地位に就いている。最前線の将として外交手腕も兼ね備えた優秀なキャリアウーマンタイプで、エメラダとは昵懇の仲。オルバの策略により背教心理にかけられていたエメラダを鈴乃らとともに救出後、天界勢力撃退後の蒼天蓋城での混乱を収束した。15巻ではエンテ・イスラに戻ってきた真奥達から世界の真実を聞かされ、天界侵攻計画に協力、エンテ・イスラ人の代表として騎士団を統率して準備に当たっている。エミリアにはエンテ・イスラに戻って来てほしくないと考えているが、それは政争に巻き込まれないためにとの友人故の気遣いからである。また自身も帝国皇太子との縁談もあるが、鎧を磨き上げることしか能のない連中は愛せないと一蹴している。
近衛将軍ピピン・マグナス
セント・アイレ帝国全騎士団のトップに立つ内地の将。金欲と権力欲にまみれた典型的な悪徳政治家タイプであり、エメラダからは蛇蝎のごとく嫌われている。オルバと通じ大法神教会に便宜を図っており、一時は政敵であるエメラダを陥れ背教審理に追い込むが、彼女を助けにきた鈴乃らによって拘束され、逆に自身とオルバの不正を白日の下にさらけ出すこととなり失脚する。
アンナ・イリ
セント・アイレの新人宮廷法術士。ルシフェルに脅され、エメラダとルーマックを救出にやってきたエミリア達を逆に罠にはめるべく捕虜のふりをして彼と共に地下牢に潜伏し、エミリア一行を法術監理院まで誘導した。最後は用済みとしてエミリア達の目の前でルシフェルに殺害される。
マイア・カシュガリー
恵美がエンテ・イスラ帰省時、カシアス城外市で出会った吟遊詩人の少女。恵美の故郷スローン村の隣、ヴァルクローシ村出身。生活能力が皆無で馬鹿正直なお調子者であるが、吟遊詩人としての歌声は一流。離れて暮らす負傷した父親のもとへ向かうため、旅の護衛を恵美に依頼する。彼女の歌う故郷の歌に感銘を受けた恵美は護衛を受諾、道中で悪魔の名を語り旅人を襲っていたごろつき集団を叩きのめし、無事彼女を父親の元へ送り届けた。

#### その他の国家
仙術道士アルバート・エンデ
詳細はアルバート・エンデを参照。
統一蒼帝フー・シュンイェン
声 - 麦人
エンテ・イスラ東大陸全土を支配する大帝国エフサハーンの帝国首領。20年以上も東大陸を治めてきた皇帝だが、アルシエル軍が侵攻してきた際は領土を死守せずに他国へ逃げ延びた。そのために領民からの支持はほとんど無く、外交は高圧的で内政も独裁的だと評判が悪い。しかし騎士団からは高い忠誠心を得ており、「蒼の帝」、「皇帝陛下」と呼び慕われている。悪魔を軍に加え、他の4大陸に宣戦布告して恭順もしくは「進化聖剣・片翼」を献上するように要求したが、実際には本人は傀儡であり皇都蒼天蓋城に幽閉されていた。余命幾許もない老体であるが、その威光と秘めたる野心は未だ衰えていない。ファイガン義勇軍蜂起による混乱を見事に収束させたアルシエルの手腕を高く評価し、自らの野望を彼に引き継がせようとする意思をかいまみせる。
囲いの長ディン・デム・ウルス
北大陸の氏族を統べる「山羊の囲い」の長。幼名はリデム・ウルス。小柄で誰にでも歯に衣着せぬ物言いをする老婆。若いころにライラからイェソドの欠片を授けられた「勇者候補」の一人で、欠片は愛用の片眼鏡に装飾として組み込み「見た相手の話の真贋を見抜く」力を持っている。神打ちの戦いの重要性をいち早く理解し、アドラメレキヌスの魔槍回収作戦においては鈴乃達の説得を受け個人として作戦に協力、囲いの長後継を決定する大会議「ジルガ」の場において魔槍回収のための舞台を設定した。彼女の後見を受けた千穂は放射の儀において見事に勤めを果たし、作戦を成功に導いた。その後も地球とエンテ・イスラの交信中継基地としてフィエンシー入国を許可するなど、真奥達に全面的に協力している。
戦士長ラジード・ラーズ・ライアン
南大陸最強の戦士団を有する歴史的国家ヴァシュラーマを統治する長。豪放磊落を絵に描いたような巨漢で、強靭・屈強かつ異文化に寛容なヴァシュラーマの民を象徴する人物。ヴァシュラーマは内紛に明け暮れる南大陸諸国の中心に位置する中立国家であり、精神的にも諸王国に絶大な影響力を有している。ドラゴニクス大移動騒動の折、勇者一行の協力で事態を解決した縁からアルバートとも懇意であり、彼の仲介によりアルシエルとの会談を承諾。アルシエルの人柄を見定めたうえで、彼が持ちかけた「エンテ・イスラへの悪魔移住計画」に理解を示す。

### 地球（日本）の人物

#### 佐々木家
佐々木 千穂（ささき ちほ）
詳細は佐々木 千穂（ささき ちほ）を参照。
佐々木 千一（ささき せんいち）
声 - 山岸治雄
千穂の父親で原宿署の警部補。地球を訪れた真奥と芦屋が遭遇した最初の地球人。
テレビアニメ版では真奥が開けたゲートの出口が新宿へ変更されたため、千一の所属も西新宿署へ変更されている。また真奥達が銀行口座を作るために魔力で1万円を窃盗したのは原作では銀行員であったが、アニメ版では千一に変更になっており、この設定は後に原作にも逆輸入された。
佐々木 里穂（ささき りほ）
声 - 本田貴子
千穂の母親。明るい性格で娘を深く信頼しており、真奥や恵美たちとも娘の友人として親しく接している。19巻において、千穂の計略に巻き込まれる形でエンテ・イスラの事情を知ることとなる。
佐々木 エイ（ささき エイ）
声 - 一城みゆ希
千穂の祖母で万治・千一の母。長野県駒ヶ根市で農業を営んでいる。
農作物窃盗事件の折に真奧達の会話を聞いてしまい真奧らが普通の人間ではないことを知るも、千穂の友人であるとして信頼は変わらなかった。またエイによれば、作中世界の過去において真奥達のような超常能力を持った存在はそう珍しくなかった模様。
佐々木 万治（ささき まんじ）
声 - 野川雅史
千穂の伯父で千一の兄。佐々木本家の家主で農家。実家を農業法人にしているため、その代表も務めている。
佐々木 由美子（ささき ゆみこ）
声 - 所河ひとみ
千穂の伯母で万治の妻。
佐々木 一馬（ささき かずま）
声 - 石毛翔弥
万治の息子で本家の跡取り息子。千穂の従兄にあたり、千穂からは「一馬兄ちゃん」と呼ばれている。都内の大学を卒業しており、陽奈子とはそこで出会った。
佐々木 陽奈子（ささき ひなこ）
声 - 櫻井浩美
一馬の妻。元は都内出身で大学で出会った一馬と結婚、佐々木本家に嫁ぎ、第一子・一志を儲けた。
佐々木 一志（ささき ひとし）
声 - 吉咲みゆ
一馬の子でまだ言葉の話せぬ赤ん坊。千穂が赤ん坊の扱いに慣れていたのは一志の世話をしていた経験によるものであり、魔王城子育て奮闘記の立役者。夏休みに佐々木本家を訪れたアラス・ラムスと仲良しとなる。

#### 笹幡北高校
東海林 佳織（しょうじ かおり）
声 - 山崎はるか
千穂の同級生。同じ弓道部員であり、初詣にも共に出かけたりと千穂が一番親しくしている友人。千穂とは互いに「かお」「ささちー」とあだ名で呼び合っている。1年生の春休み中にファミレスでアルバイトをしたが、余りの過酷さに辞めてしまう。しかしその話を聞いた千穂がマグロナルドで働く動機につながっている。13巻においては徐々に変わりゆく真奥達との人間関係や未来に焦りを募らせる千穂の相談に親身に乗った。
テレビアニメ版第6話では、千穂から真奥と芦屋のことを聞いて妄想に悶えるなど、重度の腐女子であることが描かれている。
江村 義弥（こうむら よしや）
千穂の同級生。同じ弓道部員でもあり、1年次から千穂や佳織とはクラスメイト。成績のことで何かと千穂や佳織を心配させている。優秀な兄2人にコンプレックスを持っており、進路をどうするか悩みを見せる。

#### ドコデモ・テレアポセンター
鈴木 梨香（すずき りか）
詳細は鈴木 梨香（すずき りか）を参照。
清水 真季（しみず まき）
声 - 古賀葵
都内の名門校に通う女子大学生で恵美と梨香の勤め先の同僚。年齢を偽っている恵美よりも年上であるが、人生経験の差か彼女を年上の先輩として慕っている。
元体育会系で高校時代は陸上部所属。父親の過剰な期待を受けて育ったため、自身の人生観に悩みを持っていたが、恵美との会話をきっかけに悩みを吹っ切っている。12巻では恵美の頼みで一時的の居候先として自室を提供しており、梨香の案内で尋ねて来た千穂を歓迎し進路について語った。重度の激辛通。東京都豊島区雑司が谷コンフォートビル401号室在住。

#### マグロナルド
木崎 真弓（きさき まゆみ）
詳細は木崎 真弓（きさき まゆみ）を参照。
水島 由姫（みずしま ゆき）
声 - 能登麻美子
マグロナルド富島園店の店長で木崎の同期。テレビアニメ版で初登場後、原作にも登場。テレビアニメ版では応援要員として派遣されてきた真奥の働きぶりを絶賛していた。木崎、田中とは幼稚園時代からの幼馴染で、おっとりした性格の彼女は犬猿の仲である他二人の緩衝剤的な役回りを果たしている。
川田 武文（かわた たけふみ）
声 - 竹内栄治
マグロナルド幡ヶ谷駅前店のアルバイト店員。他のクルーからは「カワっち」の愛称で呼ばれる。テレビアニメ版で初登場後、原作にも登場。長身の大学生で専攻は地域経営学。喋り方に独特のクセがある。
実家は小料理屋を経営しており、大学卒業後は家業を継ぎ板前を目指す予定。面倒見の良い性格のためかそれなりにモテるらしいが、モテる対象が彼氏持ちか人妻であるためか彼女が出来ないらしい。そのせいか千穂を始め、異性の知り合いが多い真奥に倒して、嫉妬に近い感情を吐露している。本人は意識していないが他人の機敏や心情変化を敏感に感じ取る一面を持ち、真奥からは「カウンセラーになれる」と賞賛されている。が、「他人の人生にまで責任を持ちたくない」として、その道に感心を示していない。19巻において、千穂の計略に巻き込まれる形でエンテ・イスラの事情を知ることとなる。
大木 明子（おおき あきこ）
声 - 山崎はるか
マグロナルド幡ヶ谷駅前店のアルバイト店員。他のクルーからは「アキちゃん」の愛称で呼ばれる。テレビアニメ版で初登場後、原作にも登場。真奥や川田と並ぶベテランクルー。社交的で明るい性格かつ、アイドルオタク。センタッキー幡ヶ谷店の古谷とは仲が良く、よく情報交換をしている。19巻において、千穂の計略に巻き込まれる形でエンテ・イスラの事情を知ることとなる。
中山 孝太郎（なかやま こうたろう）
声 - 花江夏樹
マグロナルド幡ヶ谷駅前店のアルバイト店員。他のクルーからは「コータ」の愛称で呼ばれる。テレビアニメ版で初登場後、原作にも登場。真奥や川田と並ぶベテランクルー。サリエルに囚われた千穂達を救うべく真奥が店を飛び出した折には血相を変えて動揺していた。16巻にて就職活動のため、マグロナルドを退職。
前山 一子（まえやま かずこ）
声 - こうち澪
マグロナルド幡ヶ谷駅前店のアルバイト店員。他のクルーからは「マエさん」の愛称で呼ばれる。テレビアニメ版で初登場後、原作にも登場。真奥と並ぶ時間帯責任者にして勤続10年の大ベテランクルー。真奥の新人研修も担当。昼と祝祭日における幡ヶ谷駅前店の顔として店を切り盛りしている。18巻にて両親介護のため、マグロナルドを退職。
岩城 琴美（いわき ことみ）
木崎の後任としてマグロナルド幡ヶ谷駅前店に赴任してきた新店長。優秀な営業成績を叩き出し続けてきた木崎の後任としてプレッシャーを感じている。19巻において、千穂の計略に巻き込まれる形でエンテ・イスラの事情を知ることとなる。

#### センタッキーフライドチキン
田中 姫子（たなか ひめこ）
センタッキーフライドチキン渋谷西地区エリアマネージャーで木崎の同期。本来はセンタッキーフライドチキン幡ヶ谷店に店長として赴任してくるはずだったが、猿江（サリエル）の登場によって異動となった。木崎、水島とは幼稚園時代からの幼馴染。木崎とは非常に仲が悪く、幼いころからあらゆる事で競い合っていたライバル同士である。木崎の夢を知っており、ファーストフード店の一兵卒として才能を燻らせている彼女を気にかけている様子。
古谷 加奈子（ふるや かなこ）
声 - 貫井柚佳
センタッキーフライドチキン幡ヶ谷店の時間帯責任者を務める女性クルー。店長である猿江の奇行にいつも頭を悩ませている苦労人。 彼女をはじめとしたセンタッキークルーらは猿江のことを邪険にしているわけではなく、おおむね良好な人間関係を築いている。

#### 笹塚・幡ヶ谷・永福町の人々
渡辺（わたなべ）
声 - 間宮康弘
真奥が地域の定期清掃ボランティアで親しくなった老人。通称ナベさん。七夕には自宅の笹をマグロナルドに提供してくれた。
広瀬（ひろせ）
笹塚の商店街にある「ヒロセ・サイクルショップ」の店長。デュラハン弐号をサービス販売してくれたり、銀シャリを引き取ったりと、真奥と懇意にしている。アラス・ラムスを中心とした真奥と女性3人との関係を割合本気で心配している。
村田 トヨ（むらた トヨ）
声 - 仲村かおり
魔王城御用達銭湯「笹の湯」の番台の主。御年80過ぎ。真奥と恵美の関係について「子供が笑ってるならええ」と微妙な理解を見せる。
銀シャリ（ぎんシャリ）
声 - 伊藤かな恵（TVアニメ版ドラマＣＤ）
真奥が雨の日に拾ったロシアンブルーの子猫。ヴィラ・ローザ笹塚はペット禁止物件であり、真奥達の里親探しの努力の末、広瀬に引き取られることとなった。「銀シャリ」という名前については「会話から部屋に猫がいると大家に悟られぬ様に」との観点から命名された。その後の名前は広瀬家でかつて飼っていた家猫にあやかり「ルーナ」と決まった。
吉村（よしむら）
声 - 柳田淳一（TVアニメ版ドラマＣＤ）
笹塚にある動物病院「オーロラ動物クリニック」の獣医師。銀シャリの診察を担当し、里親探しにも協力してくれた。
湯佐 恵子（ゆさ けいこ）
アーバン・ハイツ永福町を管理運営する不動産会社「大村アーバンコミュニティ不動産」の女性社員。 青森県出身。大学時代にドコデモでアルバイトをしていたことがある。
日本に降り立ったばかりで行き倒れたエミリアを501号室で見つけた際、彼女を幽霊と勘違いし散々な目に合う。エミリアは彼女から概念送受で多くのことを学び、日本において「遊佐恵美」としての生活の土台を築いた。恵美がアーバン・ハイツ永福町に入居してからほどなくして結婚が決まり退職し、故郷へ帰った。
木村（きむら）
永福町にある貴金属店「木村時計店」を営む老婆。日本にやってきたばかりの恵美が最初に世話になった女性で、衣類の世話やエンテ・イスラの貨幣を日本円で買い取ってくれた。
中山（なかやま）
声 - 村田太志
恵美の自宅最寄りのコンビニ「フレンドマーケット永福町菜の花通り店」に務めるアルバイト店員。だらしのない接客態度と珍妙な挨拶に似合わずフットワークは軽く、恵美と交戦中の不審人物にカラーボールを命中させ、緊急時として完璧な対応を見せる。

#### その他（地球の人物）
九流（くりゅう）
声 - 三宅健太
買取業者「デラックス・ライフ・インターナショナル・ホールディングス」を名乗り、買取詐欺を働く悪徳業者。漆原に高額の押し売り行為を行い大金を巻き上げるが、クーリングオフにより返品された。
田村（たむら）
声 - 斎藤寛仁
東京都消費生活総合センターの相談員。買取詐欺にあった真奥達に的確な指導・助言を行い、事態を解決に導いた。その対応に感激した真奥は「将来魔王軍に迎えたい」と評した。
佐藤（さとう）
声 - 荒井勇樹
インターネットカフェ「サイバーセーフ」に住み着いている男で、本名は不明。本人曰く浮き沈みの激しい人生を送ってきたが、めげることなく再起を図っているらしい。カフェ暮らしをするようになったガブリエルに「ギリシャ」というあだ名をつけ、懇意にしている。ノルドの話から佐藤に世話になったことが示唆されており、ノルドに天文台のある三鷹を紹介した。
恩田（おんだ）
声 - 前田弘喜
長野県駒ヶ根市・佐々木本家のある町内の自治会長を務める老人。畑泥棒注意喚起のため町内を回っていた。彼の口から「身元は確か」との言葉を聞いた真奥と芦屋は、日本に来たばかりのころを思い出し感動の声を漏らした。
4人組大学生
声 - 水中雅章
声 - 松重慎
声 - 内田修一
声 - 坂泰斗
長野県駒ヶ根市内で畑泥棒を働いていた大学生グループ。RⅤ車を使い収穫前の高級作物を大量に窃盗してまわっていたことに加え、真奥と恵美に対峙していた熊に車内からクラクションを鳴らしてけし掛けるなど、極めて悪質な性根をした男達である。佐々木家の太陽光発電パネルに目を付け窃盗を働こうとするが、見張りに立っていた真奥達に散々に怖い目に遭わされ、警察に逮捕された。4人のうち3人の名前はミツル、テツ、ヒロと判明しているが、リーダー格の運転手の男のみ不明である。

## 用語

### 地域名・組織団体名等

#### 地球（日本）
本作の主な舞台。「エンテ・イスラに最も近いセフィロトの大地」であり、真奥たちエンテ・イスラの住人がこの世界に流れ着いたのは偶然ではない。魔力・聖法気が存在しない代わりに科学文明が発達している。原作では5巻の後書きにて（5巻時点で）2010年8月ごろの日本を舞台にしていると作者に言及されているが、アニメ版では第7話のシフト表にて「2013年6月」の日付であることが描写されている。
ヴィラ・ローザ笹塚
真奥たちと鈴乃が住んでいる築60年のアパート。京王線笹塚駅から徒歩5分。大家は志波美輝。真奥は自室201号室を「魔王城」と称している。六畳一間風呂なしで、2階に上がるための階段では登場人物の大半が転倒している。物語当初の住民は真奥と芦屋のみであったが、1巻の終盤で漆原が同居するようになり、2巻で身分を隠して鈴乃が202号室に引っ越して来る。3巻でガブリエルとの戦闘によって壁が破壊され、4巻ではその修復と建物の全体の補修のため住人達は一時退去を求められる。その後5巻で修復され、地デジ対応となった。エンテ・イスラ遠征後の11巻においてはノルドが101号室に入居する。
マグロナルド幡ヶ谷駅前店
真奥と千穂が働いている職場。店長は木崎真弓。11巻からは恵美も就業する。商店街にある商業ビルの1Fを利用した店舗で、夏季の改装休業後は2Fに「マッグカフェ」が併設された。その後まもなくしてデリバリー業務も導入された。
センタッキーフライドチキン幡ヶ谷店
マグロナルド幡ヶ谷駅前店の向かいにオープンした強豪ライバル店。店長は猿江三月（サリエル）。エリアマネージャーは木崎の幼馴染・田中姫子。
アーバン・ハイツ永福町
恵美が住んでいるマンション。京王井の頭線、永福町駅から徒歩7分。管理運営会社である「大村アーバンコミュニティ不動産」の数々の不祥事に加え、恵美の自室501号室は幽霊が出るとまで噂されるワケアリ物件であり、そのため8畳2間にもかかわらず家賃は月5万と破格の安さである。なお、幽霊騒動の真相は「エンテ・イスラから来たばかりのエミリアを物件を担当していた不動産会社従業員が幽霊と誤認した」ことによるものであり、部屋自体には何の問題もない。恵美はこの一件から部屋の居心地を気に入っており、引越しをためらっている。
ドコデモ・テレアポセンター東新宿支店
恵美や梨香の務め先。新宿駅東口から歩いて十分ほどにあるオフィスビルに事務所を構え、主に苦情処理やお客様相談を請け負う。エンテ・イスラ遠征での長期無断欠勤が原因で恵美は職を解雇されてしまう。
東京都立笹幡北高校
千穂が通う高校。それなりに偏差値が高い学校として描かれている。以前使われていた旧校舎は「開かずの教室」と呼ばれ、ネット上では心霊スポットとして噂されている。漆原とオルバはここにゲートを開いて地球に来ており、後に鈴乃も痕跡を辿って来た（原作8巻にて示唆されており、後にアニメ第6話にて正式に語られている）。それらが原因で、9月中旬にはリヴィクォッコやカマエルが出現し、戦いの場になった。
西海大学医学部付属東京病院
渋谷区代々木にある大学付属病院。ラグエルの概念送受を食らった千穂が入院した病院で、看護師として勤務するライラはここで彼女にイェソドの欠片を託した。その後、エンテ・イスラがらみの騒動で負傷した漆原も入院、志波と異世界人達との会談の場となった。
大黒屋（おおぐろや）
4巻で登場。志波美希の親類である大黒家が銚子の海岸で夏季限定で経営しているいわゆる「海の家」。職場の改装で休業となった上に補修のために職と家を失った真奥達が住み込みで働くことになった。それまで大黒家がズボラな管理をしていたため漆原ですら閉口させるほど廃墟同然の佇まいをしていたが、真奥たちによりハリボテ的改装をした。来客するのは普通の人間でなく天祢曰く「死者の魂」であり、海岸は「魂を浄化する地球でも数少ない聖地」であるらしい。労働期間は当初は2週間であったが、真奥や恵美の持つ魔力と聖法気が大きすぎるために聖地のバランスが崩れてしまい、僅か4日で終了となった。10巻にて、大黒家は地球におけるセフィラ・ビナーを承継する家系であることが明かされた。
佐々木本家
読切版5.5巻に登場する千穂の父方の実家。長野県駒ヶ根市で農業を営んでいる。大黒屋でのバイトが予定より早く終了したため、真奥達は千穂の父・千一の紹介で農業を手伝うこととなった。

#### 聖十字大陸エンテ・イスラ
恵美や鈴乃が出自としている異世界に存在する大陸。一際広い中央大陸を中心に、東西南北の大陸が十字架を描くように存在している。11巻において、エンテ・イスラの存在する世界は異界の類ではなく、遠い宇宙に存在する別の惑星であることが志波によって明かされた。地球と比較すると科学文明の代わりに聖法気を行使する「法術」が発達しているが、エンテ・イスラの文明レベルで聖法気が使われていること自体がすでに異変であるとされている。なお15巻では魔界同様にエンテ・イスラでも大気中の聖法気量の減少が観測されつつある。イグノラ達がエンテ・イスラに辿り着いたのは地球の日本で言うところの縄文時代レベルであったらしく、それから長い年月、エンテ・イスラの歴史を裏から操っている。15巻「神打ちの戦い」発動後は千穂や梨香も天使の羽ペンを用いて行き来するようになり、その所要時間は片道40分程度と明かされた。
エンテ・イスラ自体は大陸の名称だが、作中では天界・魔界を含めた真奥や恵美達の出身世界を指して「エンテ・イスラ」と総称する場合も多い。

##### エンテ・イスラ西大陸
聖地サンクト・イグノレッド
大法神教会の総本山。西大陸の最西端にある。エンテ・イスラにおいては人々の信仰の拠り所であり、6人の大神官のもと西大陸では強大な勢力を誇る。鈴乃は日本で領収書を切る際、宛名を「株式会社サンクト・イグノレッド」としている。
大法神教会
エンテ・イスラで最も影響力が強いとされる教会。神と天界の天使達への信仰を説き、民衆の支持と大きな権力を有する。しかし肥大化した権力から上層部は権力争いをしている。魔王軍との戦いに勝利して民衆の人望を集めるエミリア達を快く思わず、戦後の主導権を握ろうと神聖セント・アイレ帝国との勢力争いを水面下で繰り広げている。西大陸外の文化圏からは批判的な見解を抱かれることも多く、結果的にオルバが教義の矛盾に対する疑念を抱く切っ掛けとなっている。
訂教審議会
旧名「異端審問会」。サリエルを象徴天使として信奉している。現在の筆頭審問官は、クレスティア・ベルが務めている。異端審問会だったころは大法神教会の意に背信か不利益な人物を「異端」として裁く機関となっており、魔王との戦いの終結後はそれが明らかになったことで周囲の非難を浴びたため、現名へ改名した。
教会騎士団
大法神教会が独自に要する騎士団。エミリアも形の上ではこの騎士団の所属であった。戦時中は西大陸でのイニシアチブをめぐり、セントアイレ出身者の多く所属する五大陸連合騎士団と水面下で小競り合いを続けていた。
神聖セント・アイレ帝国
エンテ・イスラ西大陸で大法神教会と勢力を二分する大国。エメラダが宮廷法術士を務める。魔王軍侵攻時はルシフェルの支配下にあった。帝城の名はエレニエム。東部には中央大陸との交易都市ラムワーゼが存在。恵美の故郷スローン村もセント・アイレ領内東部に位置する。大法神教会に迎合する派閥と反対する派閥で分かれており、政治家や軍属を中心に政争が絶えない。中心部のカシアス城塞市には大法神教会直轄の司教座が存在し、大規模な汚職の舞台となった。
法術監理院
法術を駆使したあらゆる政務を司る、セント・アイレ帝国内行政機関。エメラダが院長を務める。国内外の諜報活動なども担っており、大法神教会からは最も警戒されている。
近衛騎士団
セント・アイレ帝国の国防を担う国内最上位の騎士団。五大陸連合騎士団にも多くの人員を派遣している。東大陸騒動の折まではピピン将軍が騎士団を牛耳っていたが、彼の失脚後はルーマック将軍が騎士団長を兼任している。

##### エンテ・イスラ中央大陸
魔王軍侵攻に当たって最初に制圧された大陸。中央交易都市であるイスラ・ケントゥルムには、既存の都市を押し潰す形で、魔王都サタナスアルクの一部であった宇宙船をそのまま着陸させ、魔王城が建てられた。この他、北部のノザ・クォータス、西部のウェズ・クォータス、東部のイア・クォータス、南部のサザ・クォータスなどの都市で形成される。東西南北の4都市はそれぞれ各大陸の影響力が強い。現在はその北方の都市ノザ・クォータスに五大陸連合騎士団が駐留し、魔王城の解体にあたっていたが、権力争いや牽制もありあまり進んでいない。
五大陸連合騎士団
魔王軍の侵略に対抗すべく、エンテ・イスラ人間世界の戦力全てが結集した騎士団。魔王軍壊滅後は中央大陸復興事業に当たっているが、戦後のイニシアチブを得ようとする各大陸の思惑が交錯し足の引っ張り合いが続いており、戦後復興はなかなか進んでいない。後にエフサハーンの宣戦布告により、東大陸軍は連合騎士団より脱退している。またセント・アイレからは西大陸代表としてルーマック将軍が参加している。

##### エンテ・イスラ東大陸
大帝国エフサハーン
エンテ・イスラ東大陸を統一した大帝国。独裁者・統一蒼帝の強権のもと、八巾騎士団とよばれる帝直属の騎士たちが治安維持にあたっている。帝都には皇帝の居城蒼天蓋が存在する他、恵美が軟禁されていた西部のファイガン軍港をはじめ、物流は盛んである。魔王軍侵攻時はアルシエルの支配下にあり、統一蒼帝をはじめとする悪徳領主たちは他国に逃げていた。アルシエルの徹底した規律により領土内での被害は少なく、むしろ支配前よりも安定した内政を行っていた。魔王軍撤退後は再び領土の奪い合いによる内紛の絶えない国へと戻ったが、様々な勢力の暗躍により、他大陸を武力制圧する宣言を発する。魔王＆アルシエルと勇者エミリアが初めて出会った場所であり、8巻以降エンテ・イスラ編での重要な舞台となる。
八巾騎士団
東大陸エフサハーン・統一蒼帝直属の騎士団。皇都防衛・帝近衛を司る正蒼巾騎士団を筆頭に、鑲蒼巾、正翠巾、鑲翠巾、正橙巾、鑲橙巾、正紅巾、鑲紅巾の八つの騎士団に分類されており、それぞれ担当する政務や地域、兵装などが違う。9月にはアルシエル誘拐作戦の実働部隊として鑲蒼巾騎士団がガブリエルに同行し地球に現れた。また一部の兵はオルバの扇動の下、大陸西部のファイガン軍港においてファイガン義勇軍を起し、マレブランケ討伐のため蒼天蓋へ向け進軍を開始した。真奥達による天界侵攻作戦の始動に当たっては、統一蒼帝の意向からかアルシエルと共に人間と悪魔の橋渡し役となっている。

##### エンテ・イスラ北大陸
魔王軍侵攻時はアドラメレクの支配下にあった大陸。北大陸には大国が存在せず、各氏族による大陸連合会議ジルガにより選ばれた囲いの長主導の元政祭が行われ、氏族間の紛争は公平な「試合」で解決する文化が発達している。南部には中央大陸との交易都市ウェルランド・イサが存在。氏族達の意見も取り入れたアドラメレクの安定した征服政策により、北大陸の住民達は他大陸に比べて悪魔への偏見が少ない傾向にある。
連合首都フィエンシー
エンテ・イスラ北大陸の中心都市。通称「山羊の囲い」。都市中心部には魔王軍に勝利したシンボルとして、アドラメレクの得物であった「アドラメレキヌス魔槍」が飾られ、市民の精神的支柱となっている。16巻においては当代囲いの長ディン・デム・ウルス協力のもとアドラメレキヌスの魔槍回収作戦が実行され、ジルガの場において千穂が得意の弓術による「放射の儀」を実演した。
岳仙兵団
北大陸各氏族国家の中から特別に法術や武術に秀でた戦士を集めた北大陸最強のエリート戦士団。アルバートが第十五次戦団長を務め、魔王軍侵攻時はアドラメレク軍と闘い敗北。戦後は各々再起を誓い、各大陸へ散り散りとなっていった。

##### エンテ・イスラ南大陸
魔王軍侵攻時はマラコーダの支配下にあった大陸。
大帝国ハールーン
エンテ・イスラ南大陸最大の帝国。宗家と多数の分家に分かれ魔王軍侵攻前から小競り合いを続けており、政情が安定していない。そのため魔王軍撤退後も変わらず内紛に明け暮れている。
ヴァシュラーマ城塞市
南大陸オリュディマ砂漠の中心に位置するオアシス都市。大陸最強の戦士団を有する歴史的独立国家であり、ハールーン諸王朝に対しても絶大な影響力を有している。戦時中は戦士長ラジードのもと南大陸での魔王軍反転攻勢の中核を担う。住人の祖先の多くはハールーン各諸王朝での家督争いに敗れ流れてきた分家筋であり、移民や異国の文化・習俗には寛容な国柄である。戦時中、ドラゴニクス大移動騒動の舞台となった。

##### 天界
漆原やサリエルが出自としているエンテ・イスラの青い月に存在する世界。漆原曰く「何も無い退屈な場所」。サリエル曰く「天界の安寧がすべてに優先する保身至上主義」な世界。元は魔界を合わせ一つの月だった。
風土病とそれに伴う世界戦争によって母星を失った天使達が宇宙漂流の末たどり着いたのが全ての始まりであり、天使の生命エネルギーである聖法気の効率的な搾取手段として、当時まだ原始生活を営んでいたエンテ・イスラ人類に宗教を浸透させる（後の大法神教会）など、数千年単位でエンテイスラの歴史に暗躍し続けてきた。天界自体の人口は五千人ほどしか残っていない。魔王軍エンテ・イスラ侵攻後、失われたセフィラを取り戻すために活動を開始。以降の日本での魔王と勇者の生活に大きく影を落とす存在となる。
アル・ア・リジェ
「希望の船」という意味を持つ、天使達の母星の月に建造された都市規模の巨大研究施設。母星を失った天使達の事実上の故郷となり、長きにわたり宇宙を彷徨いエンテ・イスラの月に辿り着く。彼らの母星は地球よりも優れた科学技術とエンテ・イスラよりも進んだ法術文明を有していた。ある日、恒星活動の低下と付近の星系の超新星爆発が重なった結果、有害物質とそれによって発病する致死率の高い風土病が蔓延。対策が急務となり、イグノラやサタナエルをはじめ、アル・ア・リジェにあらゆる分野の専門家が集められた。その研究過程で母星のセフィラの化身であったカイエルとシェキーナの協力により、イグノラは図らずとも不老不死の実現に辿り着いてしまう。しかし、研究を独占しようと各国が疑心暗鬼に陥る中、不老不死技術を禁忌と認定したカイエルとシェキーナが研究成果を葬るべくアル・ア・リジェを襲撃、それを他国の武力制圧と母星の各国は誤認し、世界大戦に突入してしまう。結果、イグノラら入植都市の住民達は母星を見限り、星系外縁に避難していたが10年後、彼らの母星は滅んでしまった。
天使
天界に住まう者達。不老の身体を持ち、生来聖法気を身体に宿して各界を自由に行き来できる。作中では赤い瞳を持つ「第一世代」と紫の瞳を持つ「第二世代」の2種類の天使が存在している。天使とエンテ・イスラの人間達には生物学的な違いが無い。古の大魔王サタンの厄災後に誕生した者が第二世代であるとサリエルは語っていたが、これは彼ら一部の天使が受けた記憶操作による偽の記憶であると18巻で明らかになった。
その正体は、エンテ・イスラとは別の惑星のセフィラの力により人間たちが変質した存在。母星の絶滅を受け、入植地を求め漂流していた所に母星に限りなく似た星（エンテ・イスラ）を発見、その星の衛星である月にあったセフィラを独占し、今に至っている。肉体が全盛期まで成長すると老いと成長が止まり、出血死と聖法気の枯渇を除けば永遠に生き続ける存在となり、作中に登場する天使達は1万年近く生きている。
天兵連隊
天使の兵隊たち。元は天使達が奴隷や迫害などの不遇の人生を送っていた一般人の信者（エンテ・イスラ人）を天界に引き入れた者達であり、権力欲にまみれた聖職者たちより能力も忠誠心も高く、天界では重宝されている。ただし、天界の摂理で上位格の天使に逆らうことができず、たとえ堕天しても元大天使長筆頭であった漆原の言葉にも逆らえない。
ガブリエル直属の天兵連隊も彼と共に笹塚に滞在していたが、滞在しているうちにTシャツやジャージを着るようになり、鈴乃から「俗物」と言われるほど若者の文化に感化している。 直属の大天使の影響を強く受けるのか、性格も行動も俗っぽいガブリエル配下の天兵連隊に比べ、カマエル配下の天兵連隊は装備も熟練度も前者を上回っており、機械のように無口で冷徹である。

##### 魔界
真奥や芦屋が出自としているエンテ・イスラの赤い月に存在する世界。首都は魔王都「サタナスアルク」。真奥に統一されるまでは腕っぷしと凶暴さが全ての混沌とした世界だった。後に、元は天界を合わせ一つの月として存在していたが『古の大魔王サタン』ことサタナエル・ノイによって二つに分かれたことが判明している。大気に魔力が満ちているため普通の人間には入ることすら不可能であり、何の予防策もせずに魔界に入ると、良くて昏倒、悪ければ死に至るか発狂してしまう。対処としては聖法気でバリアを張るなどして対処するしか方法がない。
魔界全土の大気中に含まれる魔力の含有量にも限りがあり、混沌の時代までは多くの悪魔が血を流して斃れ、負の感情により発生する魔力の循環もあってか、自然と人口調整され魔界全土の悪魔に魔力が行き渡っていた。しかし、真奥が魔界統一してからは悪魔が争うことが少なくなり、人口も増えたことにより、皮肉にも大気中の魔力濃度が低下し始め、魔力を糧とする悪魔にとって「食糧難」の危機に立たされ始めている。そのため真奥は、「魔界以外で魔力が存在する大地」であるエンテ・イスラを支配することで魔力を供給しようと考え、魔王軍を率いるに至る。
赤い月にはサタナスアルクとは別に、大魔王サタンの遺産「ノアギア」およびルシフェルを動力源として、別れた月を再び元に戻すための地下施設がサタナエルによって建設されており、サタナエルの側近悪魔であったキナンナが長年その場所を守り続けていた。
魔王都サタナスアルク
魔界の首都。サタナエル・ノイが本拠地としていた地で、後に一区画は切り取られ、エンテ・イスラ侵攻時に魔王軍の輸送船代わりに使われ、中央大陸に鎮座する魔王城となった。また真奥は上洛した際に残されていた記録からサタナエルとイグノラの戦いを知った。 後にサタナスアルク（サタンの方舟）自体がサタナエルが乗ってきた宇宙船であることが判明。サタナエルはその動力源かつ鍵となる装置を4つの武具に仮装し、それらの武具は「ノア・ギア」として側近の悪魔達の部族に継承されていくことになる。
悪魔
魔界に住まう者達。様々な姿を持ち、多くの種族、部族が存在する。一般的に考え方は単純で直線的。寿命は人間より遥かに長く、青年期から老年期までの期間が長い。しかし魔力を失ったり、魔力が存在しない場所では普通の人間となる。また、悪魔の多くは魔界やエンテ・イスラの大気中から魔力を取り込んで自身のエネルギーとするため、基本的に食事をする必要がなく、結果として魔界には貨幣が存在しない。
後に悪魔と呼ばれる者達は、大昔に大天使イグノラの人体実験によってマルクトの力で変質させられた元人間（エンテ・イスラ人）であると判明した。その変質させられた元人間達やルシフェルを連れて、もう一つの月（魔界）に逃亡したのがサタナエル・ノイである。
黒羊（こくよう）族
サタン（真奥）が出自とする、羊の角と足に小さな翼を持った弱小部族。翼を持つが、飛べるものはごく僅かであったらしい。たった1匹の独眼刻印鬼（サイクロプス）によって滅ぼされた。
パハロ・ダェニィーノ族
カミーオを族長とする、黒い羽と鋭い嘴を持つ魔鳥部族。飛翔能力に秀でているが、魔力を大きく失うと肉体が極端に収縮する性質を持つ。魔王軍発足前、サタンと行動を共にした最初の軍事単位。
蒼角（そうかく）族
アドラメレクを族長とする、筋骨隆々の肉体と猛牛の頭を持つ豪族。力自慢のほか繊細な魔術も得意とする戦士の一族。鉄蠍族と並び魔界統一事業の後期に至るまで魔王軍の主力であったため、エンテ・イスラ遠征においてその多くが命を散らした。
鉄蠍（てっかつ）族
アルシエルを族長とする、鎧のような甲殻と二股に分かれた尾を持つ豪族。高い防御力と念動力を持ち、集団戦法を得意とする一族。蒼角族と並び魔界統一事業の後期に至るまで魔王軍の主力であったため、エンテ・イスラ遠征においてその多くが命を散らした。
マレブランケ族
マラコーダを筆頭頭領格とする、人間並みの体躯にコウモリのような翼、四肢から1本ずつ生えた長い爪を持つ部族。死体を傀儡とする屍霊術と幻術を操る。悪魔の中でも部族規模が非常に大きく、族を率いていたアルシエルやアドラメレクも手を出せなかった。長年、銀腕族に苦しめられていたが、魔王軍との戦闘中に銀腕族の襲撃を受けたことから、魔王軍と共同戦線を張りこれを撃退。以降魔王軍に正式に編入された。マラコーダの性格故か部族数の多様さ故か、エンテ・イスラ侵攻時には他大陸よりも南大陸に多くの人的被害を出している。魔王軍崩壊後は、主戦派の副官バーバリッティアの指揮下で新生魔王軍として再起を図っていたが、紆余曲折を経て真奥の撤退命令を受け入れ、魔界へ帰還した。マレブランケ族には族長は存在せず、マレブランケに複数存在する部族長の序列１位は筆頭頭領格と呼ばれる。
銀腕（ぎんわん）族
サタナスアルク周辺を根城とする、言葉を発しない異様な種族。サタナスアルクに近づく悪魔達を何かの作業のように熱線や砲撃でいともあっさり屠り去る。その正体は天界のテクノロジーで作られた兵器であり、長きにわたり天界勢力が魔界に築いた主要施設を守るために配置されていた。作中で確認されている種類は哨戒用極地戦闘機人セラフⅢ型、無人戦闘翼ケルヴィムⅣ型など。
魔王
魔界においての実力者の称号。真奥曰く「地球でいう会社を旗揚げする社長」で、昔は「魔王を名乗る魔族が溢れていたほど」腕に自信があれば、誰でも勝手に名乗っていたらしい。さらに「魔王を名乗ってもやってることはワンマン社長と何ら変わらない奴らが多く長続きしなかった」と語り、そのことを念頭に、自身が軍団を結成する際は、カミーオやアルシエルをはじめとする優秀な人材を選抜・幹部にして合議制にし、結果として古の大魔王サタン以来の魔界統一に成功している。
古の大魔王サタン（いにしえのだいまおう）
かつて「古の大魔王サタンの災厄」を起こしたとされる古代の魔王。その名と存在は天界勢からは禁忌とされており、その存在を知る者を抹殺しようとする程。漆原は過去に何らかの関わりがあることを示唆した。その正体は、かつて天界を二分した元天使「サタナエル・ノイ」その人であることが13巻においてガブリエルより語られた。
魔王軍
真奥が魔界で「魔王」を名乗って軍団を結成する際、過去の魔王たちが行ってきた「力による支配」の失敗を踏まえ、カミーオの知略の元、武力行使以外の交渉・説得を用いて同盟を結ぶなどして地盤を固め、さらに鉄蠍族併呑後は軍事面はアルシエル、内政面をカミーオに託して勢力を拡大、それに伴い各豪族も同盟に賛同して魔界最大勢力となり、魔界制覇を実現した。
魔王軍の特徴のひとつに、ワイバーンのライセンスをはじめとした数々の免許制度がある。魔王軍では特定の分野において造詣を深めライセンスを取得することが一種のステータスとなっており、結果として兵士の能力開発にも一役買っている。これを聞いた恵美はエンテ・イスラの軍隊よりも高度な社会性と組織力に驚いた。軍勢はエンテ・イスラ侵攻後の最終掃討戦の時には五万を優に超えていたらしい。
真奥がエンテ・イスラから去ってからは悪魔達は魔界に撤退し、魔王の生存を信じ内政に取り組むカミーオ率いる穏健派と、魔王の敵討ちにと第二次侵攻軍を送り込もうとするバーバリッティア率いる主戦派（マレブランケ族）に分れていたが、東大陸での騒動以降、真奥は主戦派の処遇を不問として内政に取り組むように取り計らった。
四天王
悪魔大元帥の原型。『気に入らなければ抜けても構わない』という”約束”でサタンと共に行動をしていたルシフェルや、最初にサタンと出会ったカミーオ、仲間に引き入れられたアドラメレクにアルシエルを加え、魔王軍として発足する際にサタンが考えた肩書き。四人の立場は対等である。マレブランケ族併呑後はカミーオが抜けてマラコーダが加わり、悪魔大元帥と呼ばれるようになる。
悪魔大元帥
魔王の腹心の称号。魔王にも勝るとも劣らない実力を持つとされ、旧魔王軍ではアルシエル、ルシフェル、マラコーダ、アドラメレクの4人が悪魔大元帥であり、魔王軍四天王とも呼ばれた。その後、ファーファルレロと対峙した真奥の思い付きで「本物の新生魔王軍の悪魔大元帥（魔王軍四天王）」として、アルシエル、ルシフェルに加え、勇者エミリア、訂教審議官デスサイズ・ベル、「王佐の司教弓（マグロナルド・バリスタ）」佐々木千穂が指名される。

### エンテ・イスラ関連
“進化聖剣・片翼（ベターハーフ）”
恵美が所有する聖剣。天界からもたらされたとされる金属“天銀”からできている。元々は大法神教会が管理していた物だが、実際にはライラからもたらされた。名前の通り所有者の意志に呼応して刀身が伸びるなど進化できる剣。鍔の部分にはセフィラ・イェソドの欠片が埋め込まれており、魔王城にあった欠片（後のアラス・ラムス）に呼応することで勇者エミリアは魔王サタンの居場所まで辿り着いた。後にアラス・ラムスと融合を果たし、ガブリエルとも互角以上に戦える力を発揮する。
実はもう一振り存在し、ライラによって夫のノルドに預けられていた。エミリアの聖剣と同じくイェソドの欠片が埋め込まれており、アシエス・アーラの姿に変化する。アシエス曰く、「ヤドリギ」となる人間の心の強さに応じて力が決まる。当初はノルドがヤドリギとなっていたが、8巻の戦いでは一時的に真奥と融合し圧倒的な力で天界勢力と魔王軍の悪魔達を撃退した。その力を振るった真奥からは「こんな力を振るわれたら勝てるはずがない」と述懐している。11巻において、聖剣自体はライラから恵美に託されており、実際に教会が保有していたのは「破邪の衣」の方であったことが明かされる。
破邪の衣
教会がエミリアに与えたもう一つの「進化の天銀」。1巻では額と胸と足を覆う黄金の光として顕れ、深い傷を癒し、ルシフェルの攻撃も弾く防御力を持つ。“進化聖剣・片翼”がアラス・ラムスと融合すると、黄金の光以外に盾のついた重厚な手甲と脚絆が具現化した。後に、ライラが天界への対抗策として数百年にわたり大法神教会に語り継がせてきた、イェソドの欠片のひとつから作られた法具であったことが判明する。
聖法気
エンテ・イスラで勇者や聖職者達が使用する天界の力。「天界からもたらされる奇跡の力」とされ、様々な効果を発揮できる。身体能力を強化したり、武器を創造するなど様々な用途があるが、地球では基本的に回復できず、エンテ・イスラからホーリービタンβや聖別食材などの聖法気を宿した食物を地球に持ち込み、経口摂取しか回復方法がない。その実態は星に内在する生命エネルギーの陽の力であり、人間の喜びや感動といった正の感情から生成される。
ホーリービタンβ（ベータ）
エメラダが恵美の聖法気補充手段として用意したドリンク剤。聖法気が圧縮されており、飲むと聖法気を充填できる。ただし、身体に負担がかかるらしいため、午前と午後の1回ずつ（10時間以上の間隔を空けての服用）の1日2本までの服用とされる。飲んだ恵美によれば、味は市販のドリンク剤と大差が無い模様。当初は恵美のみが使用していたが、地球に滞在することになった鈴乃や「概念送受」を習得したことで聖法気を扱えるようになった千穂も所持するようになった。また9月に起きた笹幡北高校襲撃の際には漆原も使用している。
聖別食材（せいべつしょくざい）
エンテ・イスラの教会内の畑で聖水と祝福の土で育てられ、聖法気を宿した特別な食材。鈴乃はエンテ・イスラから聖別食材を持ち込み、うどんの麺などに加工して摂取することで聖法気を蓄えている。もちろん下級魔族にとっては毒物に等しく、鈴乃は真奥達に連日食べさせたが、堕天使である漆原には全く通用せず、真奥や芦屋などの上位魔族に至っては「食品添加物」程度にしか効果がなく芦屋は鈴乃からの差し入れが聖別食材だと気付いていながらも、家計のためにとそれを食べ続けていたことに加え、魔力が底をついていたことや夏バテも祟って体調不良になった。
魔力
主に悪魔が使用する力。魔界やエンテ・イスラの大気中に存在するもので、悪魔はそれを吸収し、体内で変換することで自身の力としている。ただし、悪魔の間でも吸収して変換できる魔力の量は個人差が大きく、その許容量が個人の力の限界となる。真奥自身は、他のいかなる悪魔と比べても数倍の許容量と吸収力を誇っており、作中では複数回、生み出された魔力を取り込み元の姿を取り戻している。聖法気と同じく地球では回復できないが、体内に過剰な聖法気が注ぎ込まれた場合、魔力が発生する。人間にとっては有害であるが、毒物などと同じく比較的低濃度の魔力にある程度さらされると、免疫か耐性が生じる。その実態は星の生命エネルギーの陰の力であり、人間の恐怖・絶望・嫉妬・憎悪などの負の感情から生成される。
概念送受（イデアリンク）
精神感応の一種。異なる言語を持つ人間同士の特定の意識を同調させ、それぞれが自分の言語で概念を理解する交信技術。念話晶球などの触媒を利用することで特定の者同士でより精密な交信をすることができ、また術者の力量によっては受信対象に一定の条件を付すことも可能である。作中ではかなりの高等術らしく、エメラダによると習得するためには1年弱かかるらしい。
念話晶球（リンク・クリスタル）
概念送受の触媒となる法具。真奥達は日本に渡った後、携帯電話を媒介にすることで交信を簡略化する方法を編み出している。
ソナー
異世界に渡る手段を持つ世界に存在する探査技術。発射先で不可視の魔力爆発を起こし、跳ね返ってきた波長で様子を探れる。ただし、その魔力爆発は発射先で様々な形態をとるため、1巻では局地的な地震、5巻では量販店のテレビ画面の破砕、大規模な携帯電話の通信障害などを招いた。
ゲート
異世界や離れた地に渡るための扉。魔力と聖法気のどちらを用いた術でも作れるが膨大な力を消費するため、使える術者は少ない。一度開いた場所は空間の磁場に歪みが生じているため、再びゲートが開きやすくなる。入口になる「イン」と、出口になる「アウト」の2種類が存在する。なお、利用する者の体質によっては乗り物酔いのような症状（ゲート酔い）に罹ってしまうことがある模様。また聖法気の使い手がゲートを操作するには高度な術式や信仰的意味合いを持つ媒介が必要であり、真奥と鈴乃は芦屋の伝言に従い、上野の国立西洋美術館に鎮座するロダンの「地獄の門」を利用してエンテ・イスラへのゲートを開いた。
天使の羽ペン
エンテ・イスラと地球を自由に行き来できる天使の羽で作られた羽ペンで、法術の素養がない人間でも簡単にゲートを開くことができる。ただし、悪魔には使うことができず、羽ペンで開いたゲートに入った後は自分でゲート術を重ねがけする必要がある。
上位の天使なら誰でも比較的容易に作れるらしく、天界侵攻作戦の開始にあたり恵美や鈴乃らエンテ・イスラ人だけでなく、千穂や梨香などの地球人にも提供され、エンテ・イスラの魔王城と地球を片道約40分ほどで行き来できるようになった。
天の階（てんのきざはし）
エンテ・イスラ西大陸の司教座にいくつか存在する巨大建築で、ゲートを操るための巨大増幅器。
闇空隧道（あんくうすいどう）
「ゲート」の魔界側での呼称。魔界の悪魔達が魔力により使用する長距離間転送魔術。とりわけマレブランケ族が得意とする。
中央交易言語（ケントゥリエント）
全エンテ・イスラ共通語。一般に「エンテ・イスラ語」といえば中央交易言語のことを指し、アニメ版において使用されているのもこちらである。
もともとは中央大陸イスラ・ケントゥルム発祥の、度量衡や取引の公平を図るための国際補助語。このほかエンテ・イスラで用いられる言語には、西大陸東側で広く使われている「徳ウェズ語」、教会勢力の強い西側の一部で使われている「神聖ウェズ語」などがある。
ドラゴニクス
エンテ・イスラ南大陸に広く生息する大型のトカゲ。ずんぐりした胴体につぶらな瞳が特徴。普段の動きは鈍重だが、繁殖期には群れをなして大移動を行う他、同族の危機に敏感に反応する性質を持つ。南大陸では牛豚鶏に並ぶ一般的な食材として親しまれている。
イェソドの欠片
見た目は紫色のクリスタルであるが、その正体は「生命の樹」セフィロトの一部であるセフィラ・イェソドの欠片。「大魔王サタンの厄災」の折に複数の欠片に分かれてしまっている。作中では、恵美の持つ“進化聖剣・片翼”や、イェソドの欠片の化身であるアラス・ラムス、アシエス・アーラ姉妹と千穂に託された指輪などが該当する。また、イェソド以外のセフィラでは、セフィラ・ゲブラーの化身イルオーンも登場する。
ヤドリギ
セフィラの化身である子ども達と融合状態にある者、または融合可能な者のこと。融合した者の寿命が尽きる、あるいはセフィラの化身の意思で離れることも可能である。12巻ではヤドリギが存在しないイルオーンが「守るべき世界を見失った」ことで変質し暴走状態になった。また18巻においてはヤドリギを解除させる3つ目の方法として、ヤドリギと融合しているセフィラとは別のセフィラの化身が、引き離す意思を持って接触することで解除が可能であることが判明する。
魔剣
4巻で現れたカミーオが真奥に持ってきた剣。柄にはイェソドの欠片がはめ込まれている。オルバが、かつて恵美が砕いた真奥の角の欠片から生み出したもので、カミーオによるとオルバが持ってきたらしい。剣を抜くことにより、その魔力の残滓から一度は真奥と配下である芦屋達に本来の姿を取り戻すほどの魔力を与えた。その後、この剣はカミーオによって魔界へ持ち帰られた。
大魔王サタンの遺産「ノア・ギア」
古の大魔王サタンが収集し、魔界のどこかに封印した数々の遺産。天界の捜索対象として4巻においてその存在が明かされた。15巻・神打ちの戦い発動において、それらの武具は魔王都サタナスアルク浮遊飛行におけるエネルギーを生み出すための鍵であることが明かされた。
ノートゥング（魔剣グラム）
悪魔大尚書カミーオの一族「パハロ・ダェニィーノ族」に、かつて伝わっていた魔剣。カミーオの父カムイニーカが振るっていたが、当代カミーオの下では既に失われており、いつしか一族の間でもその存在を忘れられていた。
アドラメレキヌスの魔槍
悪魔大元帥アドラメレクの一族「蒼角族」に、神話の時代から伝わる魔槍。アドラメレクの得物として数多の戦場で振るわれた。彼亡き後は北大陸首都フィエンシーのシンボルとして飾られ、北大陸の人々の精神的支柱となっていた。
偽金の魔道
金を作るつもりが真鍮となってしまったもの。
アストラルジェム（レンベレルレベルベの首輪）
レンベレルレベルベは大魔王サタンが飼っていた魔獣「キナンナ」の一族名。その首輪には、大魔王が作った秘宝「アストラルジェム」が装着されている。実際にはアストラルジェムはキナンナの喉に直接埋め込まれ、彼の身体と同化してしまっている。
神打ちの戦い
15巻以降、舞台を再びエンテ・イスラに移し、最終巻に至るまで物語の前提となる「天界侵攻計画」。表向きはエンテ・イスラのセフィロトを私物化する天使達を打倒し、世界を正常な状態に戻すためのもの。当初は発案者であるライラの言い分に耳を貸さなかった魔王城の面々だが、「離れ離れになった兄弟姉妹達に会いたい」とのアラス・ラムスの願いを成就させるべく、実行を決断。魔王軍敗残兵救出等の戦後処理に始まり、中央大陸に鎮座したままの本物の魔王城を天界に向けて再び飛び立たせるべく、その動力源となる大魔王サタンの遺産回収作戦が実行される。計画の実施に当たっては当初は芦屋と鈴乃が中心となり、人間界・魔界の近しい協力者達のみで行われていたが、来るべき聖法気と魔力が存在しない正常化した世界での生存戦略を見据え、真奥達はこれに「人間世界各国への悪魔入植計画」を追加。各大陸の要人達へ協力を要請し、計画の輪を広げていく。中央大陸でのこの動きに対し天界側は大法神教会を扇動し聖戦を発動。再びエンテ・イスラ全土を巻き込んだ戦争の緊張が高まるが、魔王と勇者、共通の友人である千穂が名乗りを上げ、エンテ・イスラ各国の要人達が参加する「頂点会議」を主宰。物語は大詰めを迎えていくこととなる。

### セフィラ関連
セフィラ
天界に存在する「世界の全てを世界たらしめている樹」セフィロトの樹に生るという世界組成の宝珠。各世界もまた対応するセフィラがあり、「地球はエンテ・イスラに一番近く、隣り合っている世界」。セフィラ達の役割は人類に危機が訪れたとき、致命的な大絶滅を防ぐために人類を助けることにある。地球のセフィロトは聖や魔のどちらにも傾いてない完成した世界となり、種子も次世代に継承されたが、エンテ・イスラのセフィロトは継承の断絶によって乱れており、一部のセフィラは砕かれ欠片が散逸している。その大元の原因を引き起こしたのが天使達であるため、セフィラの欠片から生まれた子供たちは彼らを快く思っていない。
9巻でサリエル曰く”天界はエンテ・イスラに本物の神が現れることを邪魔しようと”し、それによりエンテ・イスラのセフィロトの木は天使達により強制的に管理されている。セフィラは聖法気を内包しており、聖なるものと作中人物達には思われていたが、魔力にも反応することがエンテ・イスラ編において明らかとなった。また化身である子供たちと融合可能な「ヤドリギ」となれる者には条件が存在する。
元々セフィラの樹は「人類」の進化を促し、その星の正当なる人類を選別する存在であり、人類がある程度の進化を遂げると種子たる宝珠を産み出し、その役目を終える。セフィラの樹の力の根源は人間の精神エネルギーだが、天使達の介入により、エンテ・イスラでは「聖法気」という形で消費され続けている。聖法気や魔力の存在自体がセフィラの乱れによる副作用であり、有限である精神エネルギーはいずれは枯渇し法術を使用できる人間が減っていく。故にセフィラの子供達が天界に戻らぬ場合、最終的にエンテ・イスラ全体の出生率が落ち緩慢に滅びていくことが志波により示されている。
なお、エンテ・イスラのセフィラの設定はセフィロトの樹にアレンジを加えた、この作品独自のものである。
ケテル
魂・思考・想像を司る。対応数字は1、宝石はダイヤ、色は白、惑星は冥界王の星、守護天使はメタトロン。
コクマー
知恵を司る。
ビナー
理解を司る。色は黒。
地球においてのセフィラ・ビナーの化身は「マムリド」こと大黒天智。天祢の父である。
ケセド
慈悲・神の愛を司る。対応数字は4、金属は錫、色は青、惑星は天雷王の星、守護天使はツァドキエル。
ゲブラー
峻厳・神の力を司る。対応数字は5、宝石はルビー、鉱石は鉄、色は赤、惑星は戦火王の星、守護天使はカマエル。このセフィラに意志が宿った存在がイルオーンである。
ティファレト
美を司る。色は濃い黄色（山吹色）。
ネツァク
勝利を司る。
ホド
栄光を司る。
イェソド
基礎・精神・自我を司る。対応数字は9、金属は銀、色は紫、惑星は天蒼星、守護天使はガブリエル。
この欠片に意志が宿った存在がアラス・ラムスとアシエス・アーラの姉妹である。恵美の聖剣や千穂の持つ指輪にはめ込まれた石をはじめ、かなりの欠片に分かれている。
マルクト
王国と物質を司る。対応数字は10、宝石は水晶、色は明るい黄色やオリーブ色など複数、惑星は命の大地=エンテ・イスラ。守護天使はサンダルフォン。
作中で何度も名前が登場するセフィラ。このセフィラの欠片に意志が宿った存在がエレオスとニュクスである。
ダァト
セフィロトの樹が星の正当なる人類を選定したときに誕生する、最後のセフィラ。すべてのセフィラはダァトの完成のために動き、ダァトの完成によって解き放たれる。志波美輝は自身を地球における「11番目のセフィラ」であると語っていることから、地球におけるダァトは彼女であると推察される。
最終巻において、エンテ・イスラのダァトは「ウツシハラ」として千穂の持つイェソドの欠片より顕現した。

### その他の用語
リラックス熊
作中に登場するマスコットキャラクター。恵美はこのキャラクターのファンであり、たびたび惹かれている様子を見せる。
デュラハン号
物語当初、真奥が通勤に使用していた自転車。正式名称「デュラム-PG（パステルグリーン）」。台湾製。ドッキ・リ・ホーテ方南町店で売れ残り、6980円の値段で安売りされていたものを真奥が購入した。大切に使用されていたが、ルシフェルの襲撃の際にパンクさせられ、サリエルによる恵美と千穂の拉致の際は鈴乃の手によって修理不可能の状態まで破壊され、その役目を終えた。唯一形見として残った反射板はデュラハン弐号のカゴに取り付けられ、魂を受け継いだ。購入までの間に何度もアルバイトをクビになった真奥が地球の伝承や物語に登場する「首がない」デュラハンにちなみ、「クビなし」=「もう仕事を解雇されませんように」と願を掛けたことが名前の由来である（なお、本作の魔界にデュラハン系統の魔族は存在しない）。
その他、2013年12月5日から2014年1月16日までニコニコチャンネルにて、物語序盤をデュラハン号の視点で描いた『はたらくデュラハン号』が連載された。
デュラハン弐号
破壊された初代デュラハン号に代わって真奥の乗車となった自転車。正式名称「ルミナス-MB505」。日本製。初代を破壊した鈴乃が弁償として代金を負担し、ヒロセ・サイクルショップで購入した。アルミフレームに自動点灯ライトと6段階ギア・チェンジを搭載しているなど初代よりも高性能で、価格は防犯料込みで3万円。アラス・ラムスが現れてからは、前カゴ部分にチャイルドシートが取り付けられた。
機動デュラハン参號
鈴乃がエンテ・イスラ遠征に先駆けて購入したスクーター。2台で50万。うち真奥の使用車に彼が命名した。デリバリー業務用として名高いホソダ・ジャイロルーフの屋根付き三輪式。皇都蒼天蓋突入の際には、迫り来る法術や矢を一部損傷しながらもことごとく弾き返し、日本車の技術力の高さを見せつけた。破損した車体はエンテ・イスラに残され、アルバート達が部品を回収し送り返す予定である。
レッド・デュラハン号
マグロナルド・デリバリー業務用に幡ヶ谷駅前店に導入された宅配用ジャイロ・ルーフ式スクーター。例によって真奥が勝手に命名し業務に使用している。3台導入され、ナンバーの若い方から一号、二号、三号となっている。
スリムフォン
作中ではフィーチャーフォンの一種とされている。
スカイフォン
パソコンを使用して行えるインターネット電話サービス。作中では主に漆原が使用。

## 評価
「みんなで選ぶベストラノベ2011」では新人部門で3位を獲得している。ブックウォーカーから発表された「BOOK☆WALKER年間ランキング2013 上半期」では、第2位の『とある魔術の禁書目録』を抜いて第1位を、BookLiveから発表された「2013年上半期BookLive!電子書籍ランキング」では、第2位の『図書館戦争』シリーズを抜いて第1位をそれぞれ獲得している。また、ダ・ヴィンチから発表された「電子書籍アワード2014」では、総合部門第8位、ライトノベル部門第1位を獲得している。

## 既刊一覧

### 小説
- 和ヶ原聡司（著）・029（イラスト）、アスキー・メディアワークス→KADOKAWA〈電撃文庫〉、全29巻
  - 『はたらく魔王さま！』、2011年2月10日初版発行（同日発売[31]）、ISBN 978-4-04-870270-6
  - 『はたらく魔王さま！2』、2011年6月10日初版発行（同日発売[32]）、ISBN 978-4-04-870547-9
  - 『はたらく魔王さま！3』、2011年10月10日初版発行（同日発売[33]）、ISBN 978-4-04-870815-9
  - 『はたらく魔王さま！4』、2012年2月10日初版発行（同日発売[34]）、ISBN 978-4-04-886344-5
  - 『はたらく魔王さま！5』、2012年6月10日初版発行（同日発売[35]）、ISBN 978-4-04-886654-5
  - 『はたらく魔王さま！6』、2012年10月10日初版発行（同日発売[36]）、ISBN 978-4-04-886990-4
  - 『はたらく魔王さま！7』、2013年2月10日初版発行（同日発売[37]）、ISBN 978-4-04-891406-2
  - 『はたらく魔王さま！8』、2013年4月10日初版発行（同日発売[38]）、ISBN 978-4-04-891580-9
  - 『はたらく魔王さま！9』、2013年8月10日初版発行（同日発売[39]）、ISBN 978-4-04-891854-1
  - 『はたらく魔王さま！10』、2013年12月10日初版発行（同日発売[40]）、ISBN 978-4-04-866161-4
  - 『はたらく魔王さま！11』、2014年5月10日初版発行（同日発売[41]）、ISBN 978-4-04-866554-4
  - 『はたらく魔王さま！0』、2014年9月10日初版発行（同日発売[42]）、ISBN 978-4-04-866900-9
  - 『はたらく魔王さま！12』、2015年2月10日初版発行（同日発売[43]）、ISBN 978-4-04-869252-6
  - 『はたらく魔王さま！13』、2015年6月10日初版発行（同日発売[44]）、ISBN 978-4-04-865205-6
  - 『はたらく魔王さま！14』、2015年9月10日初版発行（同日発売[45]）、ISBN 978-4-04-865379-4
  - 『はたらく魔王さま！15』、2016年2月10日初版発行（同日発売[46]）、ISBN 978-4-04-865750-1
  - 『はたらく魔王さま！16』、2016年6月10日初版発行（同日発売[47]）、ISBN 978-4-04-892118-3
  - 『はたらく魔王さま！0-II』、2016年9月10日初版発行（同日発売[48]）、ISBN 978-4-04-892358-3
  - 『はたらく魔王さま！ハイスクールN!』、2017年2月10日初版発行（同日発売[49]）、ISBN 978-4-04-892667-6
  - 『はたらく魔王さま！17』、2017年5月10日初版発行（同日発売[50]）、ISBN 978-4-04-892892-2
  - 『はたらく魔王さま！18』、2018年1月10日初版発行（同日発売[51]）、ISBN 978-4-04-893572-2
  - 『はたらく魔王さま！SP[注 1]』、2018年6月9日初版発行（同日発売[52]）、ISBN 978-4-04-893877-8
  - 『はたらく魔王さま！SP2[注 2]』、2018年8月10日初版発行（同日発売[53]）、ISBN 978-4-04-893915-7
  - 『はたらく魔王さま！19』、2018年9月7日初版発行（同日発売[54]）、ISBN 978-4-04-912022-6
  - 『はたらく魔王さま！20』、2018年12月7日初版発行（同日発売[55]）、ISBN 978-4-04-912204-6
  - 『はたらく魔王さまのメシ！』、2019年2月9日初版発行（同日発売[56]）、ISBN 978-4-04-912326-5
  - 『はたらく魔王さま！21』、2020年8月7日初版発行（同日発売[57]）、ISBN 978-4-04-912678-5
  - 『はたらく魔王さま！ おかわり!!』、2022年7月8日発売[58]、ISBN 978-4-04-914281-5
  - 『はたらく魔王さま！ ES!!』、2023年9月10日初版発行（9月8日発売[59]）、ISBN 978-4-04-915145-9

### 漫画
はたらく魔王さま！
原作準拠のコミカライズ。『月刊コミック電撃大王』（KADOKAWA）にて、2012年2月号から2025年7月号まで連載。作画は柊暁生。単行本は電撃コミックスシリーズより刊行。全133話、全24巻。
1. 2012年6月27日初版発行（同日発売）、ISBN 978-4-04-886721-4
2. 2012年12月15日初版発行（同日発売）、ISBN 978-4-04-891272-3
3. 2013年5月27日初版発行（同日発売）、ISBN 978-4-04-891688-2
4. 2013年11月27日初版発行（同日発売）、ISBN 978-4-04-866084-6
5. 2014年3月27日初版発行（同日発売）、ISBN 978-4-04-866394-6
6. 2014年8月27日初版発行（同日発売）、ISBN 978-4-04-866843-9
7. 2015年2月27日初版発行（同日発売）、ISBN 978-4-04-869209-0
8. 2015年9月26日初版発行（同日発売）、ISBN 978-4-04-865350-3
9. 2016年3月26日初版発行（同日発売）、ISBN 978-4-04-865805-8
10. 2016年9月27日初版発行（同日発売）、ISBN 978-4-04-892290-6
11. 2017年3月27日初版発行（同日発売）、ISBN 978-4-04-892768-0
12. 2017年10月27日初版発行（同日発売）、ISBN 978-4-04-893424-4
13. 2018年4月27日初版発行（同日発売）、ISBN 978-4-04-893804-4
14. 2019年1月26日初版発行（同日発売）、ISBN 978-4-04-912291-6
15. 2019年7月26日初版発行（同日発売）、ISBN 978-4-04-912642-6
16. 2020年3月10日初版発行（同日発売）、ISBN 978-4-04-913107-9
17. 2020年10月26日初版発行（同日発売）、ISBN 978-4-04-913480-3
18. 2021年6月25日初版発行（同日発売）、ISBN 978-4-04-913856-6
19. 2022年2月26日初版発行（同日発売）、ISBN 978-4-04-914257-0
20. 2022年10月27日初版発行（同日発売）、ISBN 978-4-04-914656-1
21. 2023年5月26日初版発行（同日発売）、ISBN 978-4-04-915057-5
22. 2023年12月26日初版発行（同日発売）、ISBN 978-4-04-915406-1
23. 2024年10月25日発売、ISBN 978-4-04-915962-2
24. 2025年6月26日発売、ISBN 978-4-04-916452-7

はたらく魔王さま！ ハイスクール！
本編とは異なり高校に舞台を置き換えたスピンオフ。『電撃マオウ』にて2012年7月号から2015年4月号まで連載された。作画は三嶋くろね。単行本は電撃コミックスEXより刊行。全5巻。
2017年には本作のノベライズ『はたらく魔王さま！ ハイスクールN!』が発売された。
1. 2013年1月26日発売、ISBN 978-4-04-891374-4
2. 2013年5月27日発売、ISBN 978-4-04-891647-9
3. 2013年12月21日発売、ISBN 978-4-04-866184-3
4. 2014年9月27日発売、ISBN 978-4-04-866872-9
5. 2015年4月27日発売、ISBN 978-4-04-869300-4

はたらく魔王さまのメシ！
同名作品のコミカライズ版。『ComicWalker』にて2019年8月29日から2022年11月4日まで連載された（最終話は単行本先行掲載）。作画はさだうおじ。単行本は電撃コミックスNEXTより刊行。全4巻。
1. 2020年3月10日発売、ISBN 978-4-04-913038-6
2. 2020年9月25日発売、ISBN 978-4-04-913432-2
3. 2021年3月27日発売、ISBN 978-4-04-913717-0
4. 2022年10月27日発売、ISBN 978-4-04-914506-9

アンソロジー
- 2022年2月26日発売、ISBN 978-4-04-914264-8

### 関連書籍
- 『はたらく魔王さま！ノ全テ』 KADOKAWA、2013年12月26日初版発行（同日発売[96]）、ISBN 978-4-04-866200-0

## テレビアニメ
第1期は2013年4月から6月まで、TOKYO MXほかにて13話が放送された。原作第2巻までと第7巻収録の短編「魔王、誠実な商売を改めて決意する」を基に構成されている。
第2期『はたらく魔王さま!!』は、2022年7月から9月まで原作3巻から5巻と外伝のSPを基に12話までが放送。続編となる第2期2nd Seasonが2023年7月から9月まで原作6巻および8巻から10巻までを基に13話から24話の12話が放送された。

## ゲーム
嫁コレ
NECビッグローブのスマートフォン向けアプリのカードコレクションゲーム。本作のキャラクターが参加しており、撮り下ろしボイスが用意されている。
電撃文庫 FIGHTING CLIMAX
電撃文庫のキャラクターが登場する対戦型格闘ゲーム。主人公・真奥貞夫がサポートキャラクターとして登場しており、後の『IGNITION』にてヒロインの遊佐恵美がブレイアブルキャラクターとして追加。両者ともテレビアニメ版の声優が起用されている。
SiegKrone
グリーエンターテインメントプロダクツのトレーディングカードゲーム。スターターデッキとエクストラブースターパックが発売された。